# 안창호
안창호(安昌浩, 1878년 11월 9일~1938년 3월 10일)는 대한제국의 교육개혁운동가 겸 애국계몽운동가이자 일제강점기의 독립운동가, 교육자, 정치가이다. 그의 사후 1988년 3월 21, 24일, 안창호가 공부한 구세학당 , 즉 경신중학교와, 경신고등학교(대한예수교장로회 통합에 소속한 장로교회 학교)에서 그에게 명예 졸업장이 추서됐다.
평안남도 출신이며, 본관은 순흥, 호는 도산(島山), 종교는 개신교이다. 구한 말 만민공동회에서 강연을 하였으며, 배워서 익히는 것의 중요성을 설파했다. 그러나 일본 제국의 영향력이 강대해지자 미국으로 망명, 이후 미국 사회에서 활동하였으며 1919년 상하이에 임시의정원과 임시정부가 수립되자 임시정부에 참여하여 활동했다. 또한 실력양성론과 함께 교육을 통해 인재를 양성하고 실력을 키우는 것이 독립의 발판이라 생각해 1899년(광무 2년) 점진학교, 1908년(융희 2년) 대성학교, 1926년 중국 난징에 동명학원을 설립하였다.
대한의군 특파독립대장 겸 아령지구사령관을 지낸 항일 독립운동가 안중근과는 동성동본 친족척이기도 하며 1938년 경상남도 부산에서 간경화를 비롯한 폐렴과 만성기관지염 및 위하수증· 복막염 및 피부염과 소화불량 등의 합병증으로 타계한 그는 생전에 흥사단, 대한인국민회 등 재미한인단체를 조직, 주관하였고, 1919년 4월부터 대한민국 임시정부 수립에 참여, 주도하였다. 1921년부터는 임시정부 창조론과 개조론이 나뉠 때 개조론을 주장하였으며, 국민대표자회의가 강제 해산된뒤 미국으로 건너가 독립운동을 하였다. 미국의 한인 교포사회의 지도자였던 그는 박용만, 이승만, 서재필 등과 경쟁, 갈등관계에 있기도 했다. 1932년 윤봉길의 훙커우 공원 폭탄투척 사건 이후 일본 제국 영사관 경찰의 불심검문에 체포되어 송환, 서대문형무소에 투옥되어 형문을 받았고, 고문 후유증으로 경성제국대학 병원에 입원했으나 소화불량과 간경화, 폐질환을 비롯한 여러 질병의 합병증으로 출옥 직후 사망한다.

## 활동가로서의 의의
일제강점기 당시 독립운동 방법을 놓고 무력투쟁론, 민족개조론, 외교독립론으로 나뉠 때 민족개조론을 주장하였으며, 민족개조론의 대표적 인물이었다. 그에 의하면 스스로 힘과 실력을 키우고 그 실력을 기반으로 할 때만이 스스로 자립할 수 있다고 봤던 것이다. 또한 실력 양성론을 주장하여 경제적, 사회적인 실력을 길러야만이 독립이 가능하다고 보았다. 이어 교육을 통한 교육 입국론을 제창하여 각종 학교의 설립과 양성에 노력하였다. 일제강점기 후반의 그의 실력 양성론은 윤치호, 이광수, 최남선, 송진우, 안호상, 조병옥, 김성수 등에게 두루 영향을 주었다.
웅변술에 뛰어났으며, 연설과 웅변에 두루 능통하였다. 여러 청년들을 감화시켜 독립운동에 투신하게 했다. 한편 그는 이상적인 정치인으로 유길준을 지목했다. 다른 이름은 창호(昌鎬)이고, 자는 치삼, 호인 도산(島山), 산옹(山翁), 섬메, 신도생(新島生), 별명은 안광택(安廣宅), 안창호(晏彰昊)이다. 서울특별시 강남구에 있는 도산대로(島山大路)와 도산공원은 그의 호를 따서 이름 지었다.

## 생애

### 생애 초기

#### 출생과 가계
도산 안창호는 평안남도 강서(江西) 초리면 7리 봉상도(도롱섬)에서 1878년 11월 9일 농부인 순흥 안씨 안흥국(安興國, 족보상 이름은 안교진(安敎晋)과 제남 황씨의 셋째 아들로 태어났다. 위로는 형 안치호(安致昊)와 형이 한명 더 있었고, 아래로는 그가 6세 때 여동생 안신호(安信浩)가 태어났다. 선대는 문성공 안향(安珦)의 후손으로, 대대로 평양 동촌(東村)에서 살았으나 아버지 때에 대동강 하류의 도롱섬으로 옮겨왔다.
공조참의를 지낸 안종검의 17대손으로, 세조 때의 재상 안지귀, 중종대의 정승 안당은 그의 방계 선조들이었다. 안중근, 안공근 일가는 안종검의 형제인 전라도관찰사 증 병조참판 안종신의 후손으로 역시 그의 먼 친족이었다. 그러나 그의 가계는 몰락하여 평안남도로 이주하여 농사를 짓게 되었다. 그의 처음 이름은 치삼이었다. 그러나 10세가 되어 학교에 다닐 무렵 이름을 창호로 개명하였다.
할아버지 안태열(安泰烈)은 관직이 통덕랑에 머물렀고, 가세는 더 기울어서 아버지 안흥국은 관직을 지내지 못하고 가난한 농부로 생활하였다. 그러나 12세 때 아버지 안흥국을 일찍 여의고 어머니 황씨의 손에 자랐다. 9세부터 서당에 다니기 시작하였다. 조숙했던 그는 서당에 함께 다니며 공부하던 몇년 연상의 필대은(畢大殷) 등과 함께 국내·외의 이런 저런 문제에 대해서 많은 토론을 하기도 했다. 이후 목동 생활을 하며 1890년 전후 황해도 구월산을 돌아다녔다.

#### 유년기와 수학
1892년(고종 29년) 평안남도 대동군 남부산면 노남리로 이사하면서, 그는 노남리댁 셋째라고 불리었다. 이때 안창호는 저명한 성리학자인 김현진에게 한학과 성리학을 수학하며 유학을 공부하였다.
1894년(고종 31년) 16세때 안창호는 평양이 청일전쟁으로 파괴당하자 큰 충격을 받았다고 한다. 동학농민운동을 겪으며 청나라와 일본군의 진입을 보고 자신이 구국의 대열에 나서야 겠다는 다짐을 하였다. 할아버지 안태열이 반대했고 온 집안의 반대가 있었으나, 그는 홀로 경성부로 가려 했다. 결국 삼촌의 도움으로 비밀리에 가출하여 차를 타고 경성부로 올라갔다. 이어 장로교 선교사 호러스 그랜트 언더우드가 운영하는 구세학당(救世學堂) 보통부에 입학하였다.
무작정 경성에 올라온 안창호는 어느 날 경성 정동제일교회가 있는 골목을 지나치다가 '배우고 싶은 사람은 누구든 먹고 자고 마음대로 공부할 수 있으니 우리 학교로 오라' 고 권하는 미국인 개신교 선교사를 만난 것을 계기로 장로교에서 설립한 구세학당(求世學堂)에 들어가 공부하게 된다. 여기서 그는 산수, 지리, 세계사, 과학 등 새로운 학문을 배우며 새로운 세계를 접한다. 또한 구세학당 재학 중 송순명의 전도로 장로교에 입교하였다. 장로교로 개종하면서 자신에게 개화 사상을 준 필대은에게도 기독교를 소개하였다.

#### 교육 계몽 운동
1897년 구세학당 보통부를 졸업하였는데, 상급 학부로 진학하지 않고 보통부의 조교로 취직하였다. 그해 고향으로 잠깐 돌아왔을 때 할아버지 안태열은 안성 이씨 이석관(李錫寶)의 장녀 이혜련(李惠練, 당시 13세)여사와 성혼시켰다. 자신의 의지와는 상관없이 일방적인 약혼이 되었음을 알고 할아버지에게 파혼을 주장했으나 관철되지 않았다. 결국 그는 파혼하지 못하고 다시 경성부로 되돌아와야 했다.
1897년, 서재필·이승만·유길준·윤치호 등이 주관한 독립협회에 가입하였으며, 이상재, 윤치호, 이동녕, 이승만, 양기탁 등과 함께 만민공동회에 참여하였다. 안창호는 곧 만민공동회 관서지방 발기회에도 참여하였다.
안창호는 이후 독립협회 관서지부를 조직하고 책임자가 되었으며, 평양부 쾌재정에서 만민공동회 관서지회를 개최하여 강연에 연사의 한 사람으로 참석하였는데, 이 때 그는 청년 웅변가로 명성이 알려졌다. 이후 안창호는 곳곳에 순회강연을 다니기도 했고, 연사로 초빙되기도 했다.

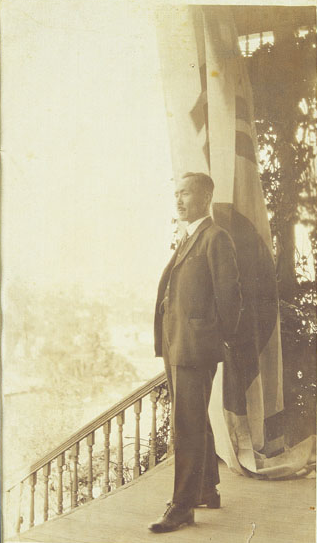
안창호, 미국 체류 중(1910년대)

1898년(광무 1년) 11월 경성부 종로에서 열린 만민공동회에서 7대신을 탄핵, 성토하였고, 6개조의 정치혁신안(政治革新案)을 건의했다. 그러나 만민공동회와 독립협회가 황국협회의 무고와 습격으로 해산되자, 안창호는 은신해 있다가 고향으로 되돌아가 교육과 기독교 전도운동에 뛰어들었다. 1899년 강서군 동진면 암화리에 점진학교와 탄포리교회를 설립하였고, 인근 황무지를 농지로 개간하는 간척 사업을 추진하였다. 1902년(광무 5년) 이혜련과 결혼하였고 그 해 11월 4일 아내 이혜련과 함께 배편으로 출국, 일본 동경에서 1주일을 체류한 후 미국으로 건너간다. 미국으로 가는 뱃길에서 일몰 중에 망망대해에 우뚝 솟은 하와이 섬의 웅장한 모습을 본 안창호는 자신의 호를 도산(島山)이라고 지었다.

#### 결혼 생활
그러나 안창호 자신은 교민사회 활동과 독립운동에 투신해야 했으므로 아내 이혜련과는 오래 같이 보내지는 못하였다. 이후 안창호가 처자와 함께 지낸 기간은 13년밖에 되지 않는다고 한다. 서울서 결혼식을 올린 뒤 함께 도미한 이후 공립협회 시절의 5년간, 국민회 시절의 8년간뿐이었다. 1919년에 상해로 간 뒤엔 가정을 다시 돌볼 기회가 없었는데, 1926년에 잠시 미국에 들렀을 때 로스앤젤레스의 YMCA 도산 송별식장에서 안창호는 자기 가족에게 이렇게 말했다.
| “ | 내가 지금까지 아내에게 치마 하나, 저고리 한 감 사 준 일이 없었고, 필립에게도 공책 한 권, 연필 한 자루 못 사주었다. 그러한 성의가 없었던 것은 아니나 여러 가지 사정으로 그랬는데, 여간 죄스럽지 않다. | ” |

1902년 유학을 위해 도미하여 그곳 동포들의 어려운 처지를 본 뒤 학업을 포기하고, 교민지도에 나섰다. 그러나 오랫동안 남편과 떨어져 있으면서도 아내 이혜련은 불평불만이 없었고 외도 한번 하지 않았다. 또한 경제적으로 무능력한 남편을 탓하지도 않았고, 안창호는 평생 이를 가슴아프게 생각하였다. 그는 곧 초창기 미국 교민사회 지도자의 한 사람으로 성장하였다.

### 망명과 사회 활동

#### 출국 초기와 유학 생활

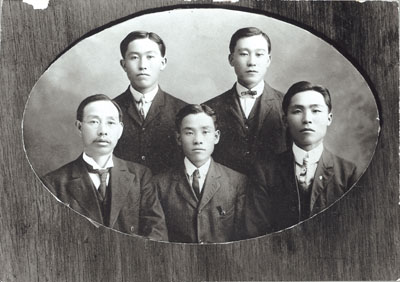
공립협회의 초기 멤버

1902년(광무 5년) 안창호는 미국으로 유학을 떠나 샌프란시스코에 거주하면서 하우스 보이로 취직해 2~3년 동안 일하였다. 이후 리버사이드로 이사하여 오렌지 따는 일을 하였다. 1903년 9월 23일 재미 한인교포의 단결과 계몽을 위해 한인친목회(韓人親睦會)를 조직, 회장에 피선되었다. 유학생 신분임에도 그는 교민 사회의 단결을 위해 각 한인 교민들의 집을 돌아다니며 집 청소와 주변 쓰레기 정리, 겨울에는 눈도 쓸어주었다. 처음에는 그의 진의를 의심하던 교포들은 그의 계속된 노력에 감동하여 한인친목회에 가입하고 교민사회를 형성하여 활동하기 시작했다.
1904년 샌프란시스코에서 리버사이드로 이주, 기독교계가 경영하는 신학강습소에서 영어와 신학을 가르쳤다. 유학생 신분이던 1905년 장남 필립이 태어났고, 그해 4월 5일 그는 한인친목회를 발족시켜 한인공립협회(韓人共立協會)를 창립하고 초대 회장에 피선되었다.
공립협회는 1905년 4월에 창립되어 안창호가 귀국하기까지 직접 이끌었던 2년 미만의 단기간에 600명의 회원을 모았다. 11월에는 자비를 들여 부지를 마련하고, 3층 건물의 공립협회 회관을 설립했으며, 11월 22일 순국문판 신문 《공립신보 (共立新報)》를 발행했다. 그는 매월 두 차례 《공립신보》를 발간하여 교민 사회에 보급하였다.
1905년(광무 8년) 11월 17일 대한제국의 박제순과 일본 정부의 하야시 곤스케에 의해 체결된 을사늑약으로 대한제국의 외교권을 일본 제국이 빼앗자, 그는 조약 반대 항의 성명서를 발표하고, 윤치호, 서재필 등과 함께 을사 보호 조약에 반대하는 운동을 주도하였다. 1907년 안창호는 귀국하여 대한 사람 은 실력을 길러야 한다고 역설하였다. 애국 계몽 운동 외에도 1904년 의친왕, 정재관(鄭在寬) 등과의 공립협회(共立協會) 창립, 1909년 김좌진·이갑(李甲) 등과의 서북학회 창립을 하였고 또한 1907년 미국에서 귀국한 이후 신민회, 대한협회 대성학교 설립 등을 위해 서울과 평양 등에서 여러 차례 연설을 했다. 안창호는 탁월한 웅변력으로 수천 인파의 마음을 사로잡곤 하였다. 을사 보호 조약 이후 그는 실력 양성을 통해 독립을 달성해야 한다는 유길준의 계몽 강연 활동에 감명받아 깊이 공감하게 된다. 이후 그는 실력양성을 위해서는 교육이 필요하며, 민중들의 의식개선이 선행되어야 한다고 보았다.

#### 독립운동과 사회 활동

흥사단의 단기

1907년(광무 10년) 대한협회에서 주최한 강연에 참여해 연설을 하였는데, 그의 연설을 듣고 감동받은 여운형·여운홍 형제와 조만식은 독립운동에 투신할 것을 결심하기로 한다. 그의 강연에 감화받은 조만식은 '장차 민족을 위해서 봉사하려면 실력을 키워야 되겠다'고 다짐하기도 했다. 1907년 2월에는 대한유학생회(大韓留學生會)의 초청연사로 초빙되어 강연하였다.
1907년(융희 1년) 그는 귀국을 결심하였다. 귀국 즉시 안창호는 양기탁, 윤치호, 전덕기(全德基), 김구, 유길준, 이동휘(李東輝), 이갑(李甲), 이회영, 이승훈 등 국내 계몽운동의 핵심인물들을 소집하였다. 그는 전국 각지의 민중을 계몽, 문맹과 구습을 타파하여 실력을 양성하겠다는 구상을 설명하면서 비밀결사를 조직하는 일에 착수했다. 이들의 폭넓은 공감대를 얻어 안창호는 신민회(新民會)를 경성부에서 조직하였다. 그는 신민회를 중심으로 전국의 애국지사들을 규합해 가는 한편, 청년 지사들의 교육 외에 그들로 하여금 교육, 계몽 강연, 언론, 산업, 문맹 타파, 문자 교육, 농촌 계몽 등의 활동을 추진해 나갔다.

#### 대성학교 창설과 중앙, 기호학회 참여
1907년 안창호는 양기탁, 윤치호 등과 신민회 창립에 참여하였다. 회장직은 윤치호가 선출되고 그는 간사로서 행동 강령을 직접 초안한다.
| “ | 신민회 강령 민족자존의식과 독립사상을 고취한다. 함께하는 투쟁동지를 발굴.총력 단결한다. 국민 개개인의 국민운동 역량을 축적한다. 미래의 주인될 청소년 교육을 촉진한다. 각종 상공업을 발전시켜 국민경제의 부흥을 도모한다. | ” |

또한 그 해, 대성학교를 평양에 설립하였는데 당시 대성학교의 교육방침은 정직하게 살자는 것이었다.

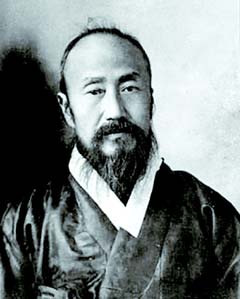
윤치호

1908년(융희 2년) 경성부의 중앙학회를 본 뒤, 중앙학회를 본따 장학재단인 서북학회를 창립하였다. 서점인 태극서관의 평양, 서울, 대구지사 설립을 계획, 후원하여 독서를 보급하려 노력하였다. 그해 평양 마산동에 도자기 회사를 설립하는데 투자, 직접 참여하여 산업을 일으키는 운동에 모범을 보이기도 했다. 이때 교육과 지원사업에 몰두하는 한편 각지를 순행하며 각지의 신민회 지역간부들을 만나 사업을 의논하였다.
1908년 선천군, 철산군 등에서 김진후의 희사금(喜捨金) 2만원과 오치은의 재정적 원조를 얻어 평양에 대성학교를 세웠다. 교장에는 윤치호를 초빙, 임명되었다. 그런데 대성학교의 아침 체조시간은 군사훈련을 방불케 한다고 알려져 당국의 이목을 끌게 되었다. 비슷한 시기에 세워진 각 사립학교에서도 체조시간을 강건한 신체와 정신을 단련하는 과목으로 중요시 하고 있는 분위기가 확산되고 있어서 많은 학생들과 교육자들, 한국통감부조차 관심을 갖고 지켜보게 됐다.
어느 날 대성학교 학생들은 체육 수업 시간에 운동장에서 곤봉을 둘러메고 '행보가'를 부르며 행진하던 학생들은 '일본의 무력 앞에 힘없이 쓰러지는 망국의 비운을 눈앞에 둔 우리들에게 가장 필요한 것은 강병이나 군대는 이미 해산되어 강병정책의 수행이 불가능하니 학교교육의 체조시간을 통해서나마 이러한 민족적인 과제를 수행해야 한다'며 우렁찬 기상을 선보였다.
또한 안창호는 가끔 학생들에게 야간에 비상소집령을 내려 험산준곡 이나 공동묘지가 있는 산에 올라가게 하여 담력을 기르게 하기도 하였다. 한국통감부는 이를 두고 눈 덮인 광야나 폭염을 가리지 않고 전술강화훈련을 시키고 있다며 트집을 잡기 시작했고, 군사훈련을 방불케 하는 사립학교의 병식교련을 두고 통감부와 수시로 마찰을 빚게 되었다.

#### 한일병탄 전후

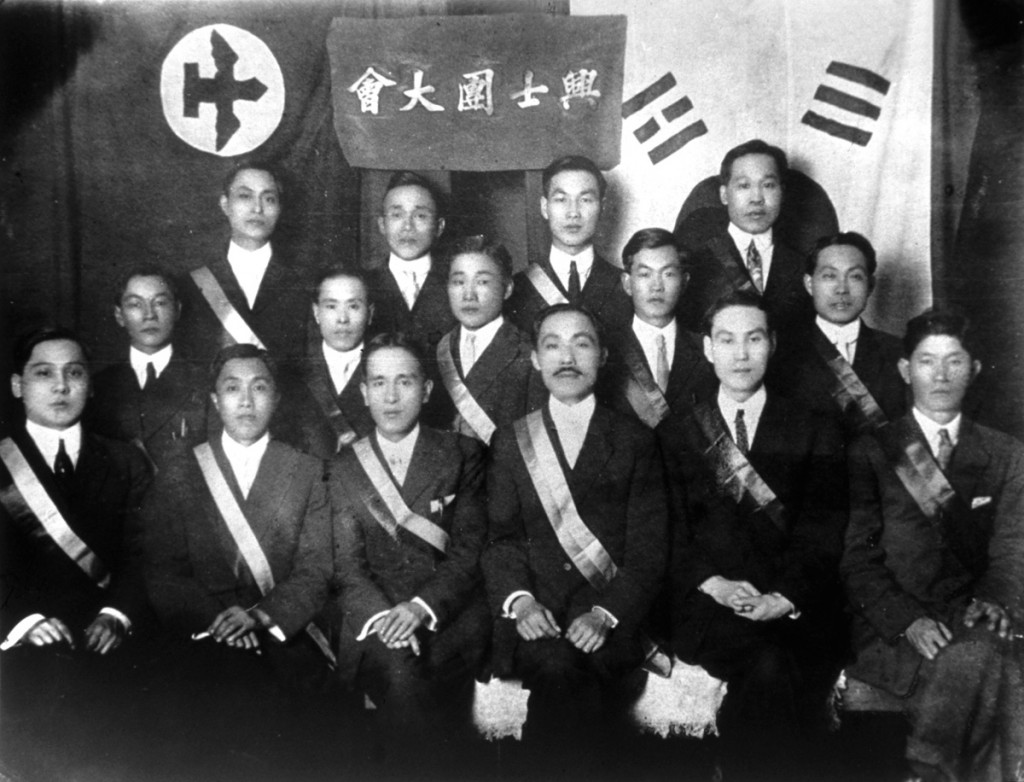
1916년의 흥사단 연례 대회 기념 촬영
(앞줄 가운데가 안창호, 맨 뒷줄 기러기 문양은 그가 직접 만든 흥사단의 단기)

1909년 청년학우회의 창설에 가담하였으나, 같은해 10월 안중근의 이토 히로부미 저격 사건의 관련자로 지목되어 경성부 용산 일본 헌병대에 체포되어 수감당하였다. 그러나 혐의점이 없어 곧 풀려났다.
1910년초 한국 통감부는 그에게 내각 조직 제의를 했으나 거절, 이어 다시 제의가 들어왔으나 다시 일축하였다. 그해 4월 7일 고양군 행주에서 열차를 타고 출발, 국외 망명의 길을 떠났다. 장기간 망명을 예상하고 이 때 거국가(去國歌)라는 노래를 지어 남기고 떠났다.

##### 제2차 도미

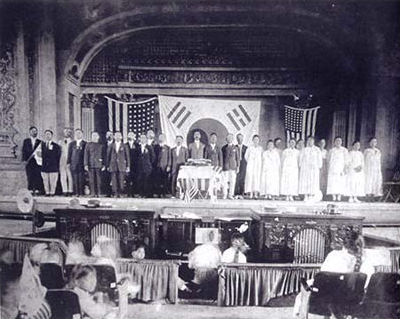
1915년, 대한인국민회 하와이 지방총회.

또한 민족운동의 구심점이 되는 단체 또는 측면지원단체 결성을 추진하면서 동시에 민족성부흥운동을 위한 청년 엘리트 단체의 필요성을 절감, 한일 병탄 이후 해산된 흥사단(興士團)의 부활을 추진하였다. 그해 《공립신보》를 《신한민보( 新韓民報)》로 제목을 바꾸어 간행하는데 동참하였다.

#### 흥사단 창설과 독립운동
그는 한인 개개인을 선비처럼 만든다는 유길준의 사상에 깊이 공감하여 흥사단의 부활을 준비하고 청년을 규합하였다. 이는 국민회 활동과는 별도로 추진하였다. 1913년 그는 자신이 세운 청년학우회를 기반으로, 유길준의 흥사단을 재건하였다. 흥사단은 국내에서 그가 세웠던 청년학우회와 유길준의 흥사단의 취지를 계승한 것으로 민족운동의 간부를 양성하려는 목적에서 만든 훈련단체였다. 흥사단은 미국에 본부를 두었으며 3·1 운동 후에는 중국과 일제강점기 조선에도 회원을 확보하고 활동을 전개해 나갔다.
1918년 12월 19일에는 미국에 체류중이던 서재필로부터 연락이 왔다. 영문잡지 발간을 제의한 것이다.

#### 국민회, 흥사단 활동
그러나 국민회의 주도권을 놓고 이승만, 박용만과 경쟁하게 되면서 국민회 내에는 다시 안창호파, 이승만파, 박용만파로 사분오열되고 만다. 국민회의 파벌 다툼이 심해지자 서재필과 정순만은 한발 물러서서 방관하게 된다.
1913년, 자신이 창설한 청년학우회와 유길준이 창시한 흥사단을 통합하여 흥사단을 재창립하였으며, 발기인은 전국 8도를 대표하는 25인의 대표자를 지명하였다. 이후 박용만, 정순만, 이승만과 함께 미국 한인사회의 지도자로 활동하기도 했다. 1914년, 대한인국민회의 인가 승인을 받기 위해 노력, 캘리포니아 주지사로부터 정식 사단법인(社團法人) 인가를 받았다. 이때 로스앤젤레스로 가족과 이주하여 LA 한인사회 활동과 국민회 조직 정비 활동에 착수하였다. 1917년 송종익, 임준기 등과 함께 로스엔젤레스에서 북미 실업주식 회사를 설립했다. 또한 주로 캘리포니아 관내와 멕시코 교민사회, 캐나다 등을 방문하며 대한인국민회 조하아
열리는 파리 강화회의의 대표자로 이승만, 정한경, 민찬호를 파견하였으나, 무국적자인 이승만은 미국 국무성에서 여권을 발급해주지 않아 실패하였다.

##### 임시정부 참여

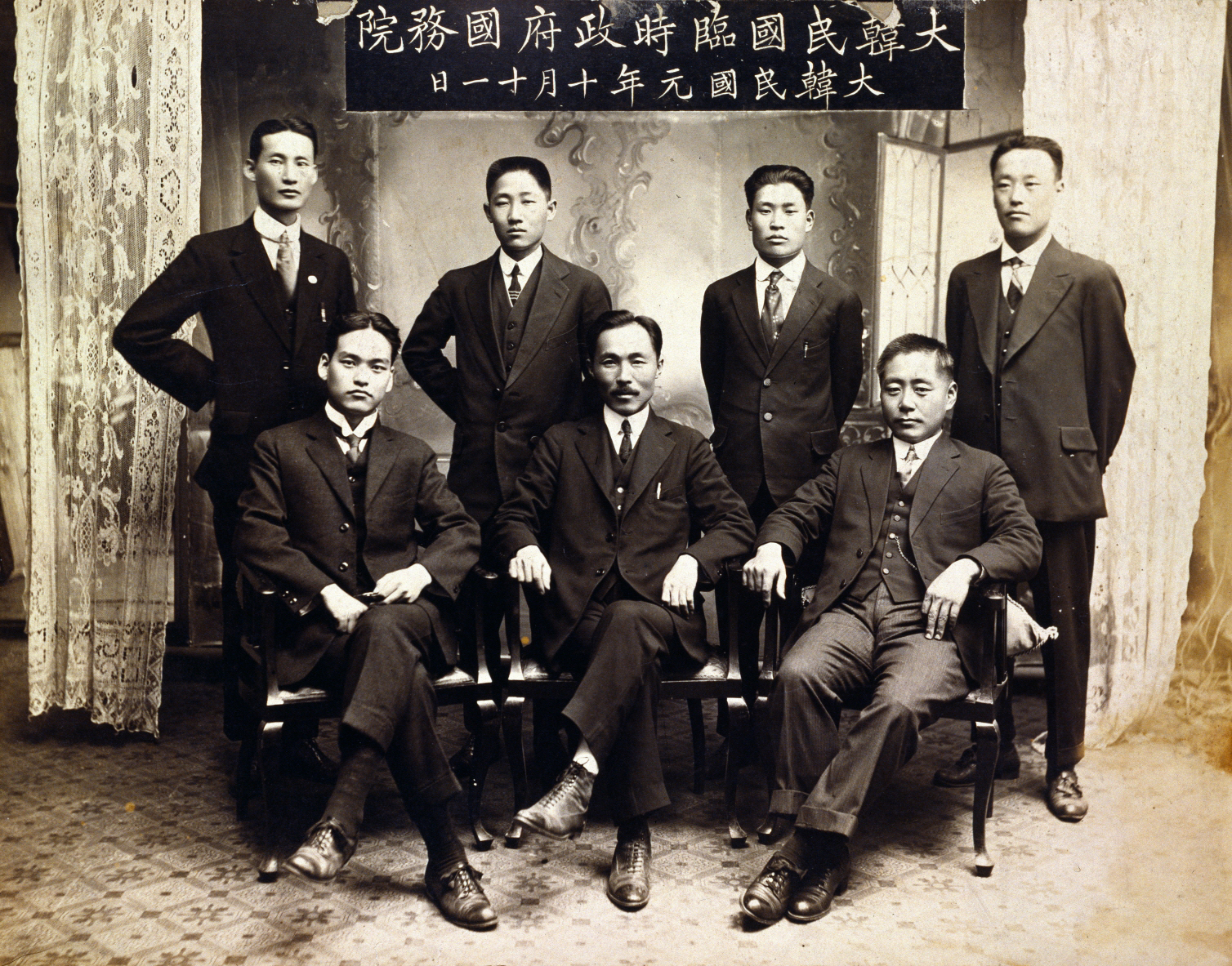
대한민국 임시정부 국무원 기념 사진. 앞줄 순서대로 신익희, 안창호, 현순. 뒷줄 김철, 윤현진, 최창식, 이춘숙(1919년 10월 11일).

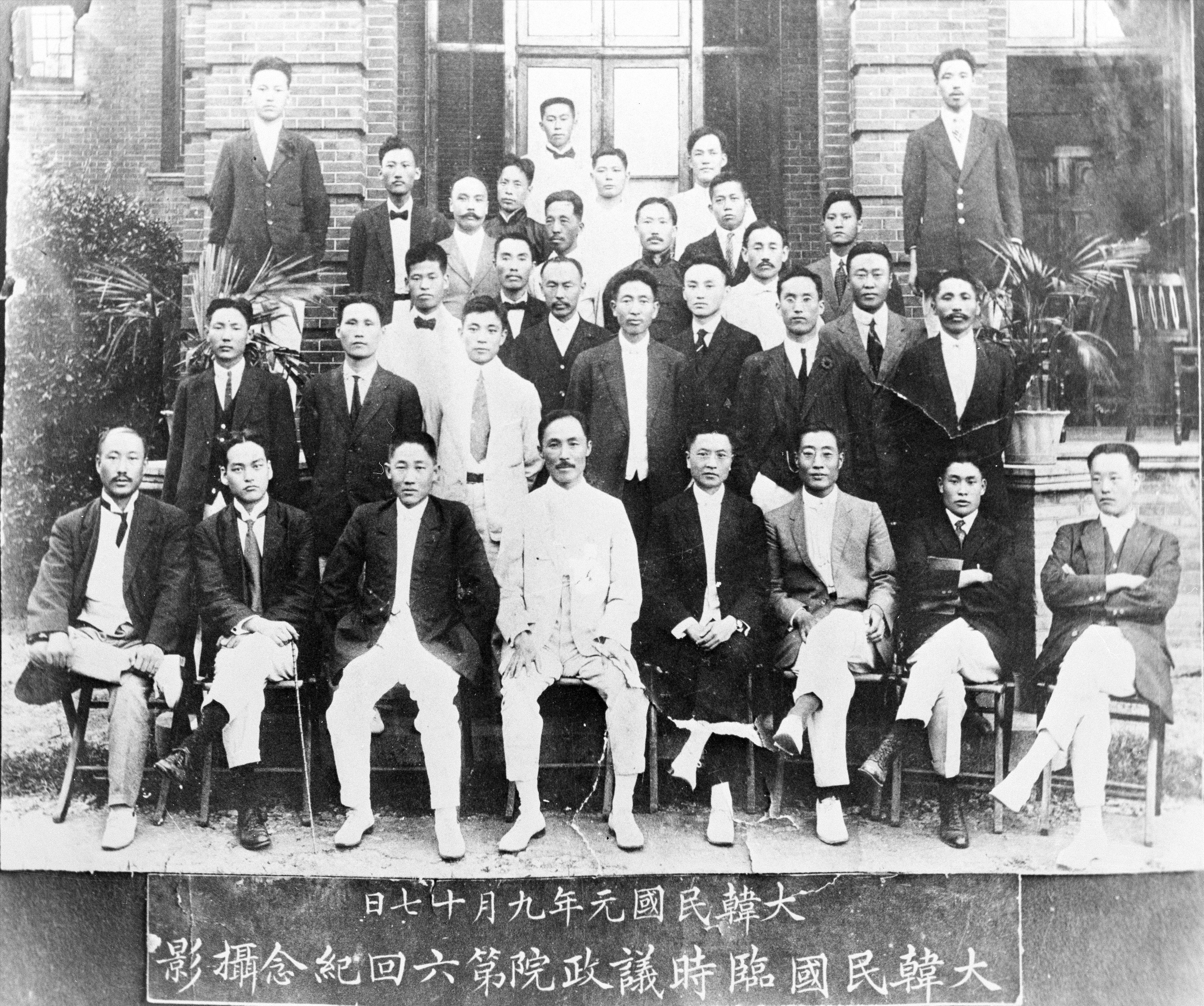
1919년 9월 17일 제6차 임시의정원 폐원식 기념 사진.

1919년 4월 13일 선포된 대한민국 임시정부의 내무부 총장으로 임명되었고, 이어 국무총리 대리에 선출되었다. 그 뒤 여러 곳 각지에 선출된 임시정부를 통합하는 일은 안창호의 주도하에 추진되었다. 5월 25일 미국으로 출국, 그날 중국 상해에 도착하였다. 안창호는 아래의 조건을 이렇게 제시했다.
# 각지에 있는 정부 영수들을 상해로 모으는 일을 추진할 것.
1. 그 분들이 한 자리에 모이면 안창호는 내무총장 및 국무총리 자리를 내놓고 다른 분을 최고 지도자로 추대할 것.

자신이 맡을 수도 있었으나 기호파의 반발을 예상한 그는 다른 사람을 수반으로 하고 자신은 내무나 실무부서 자리를 원하였다. 임정에서는 그의 조건을 수락하였고 그는 바로 취임하였다.

##### 임시정부 활동과 사퇴

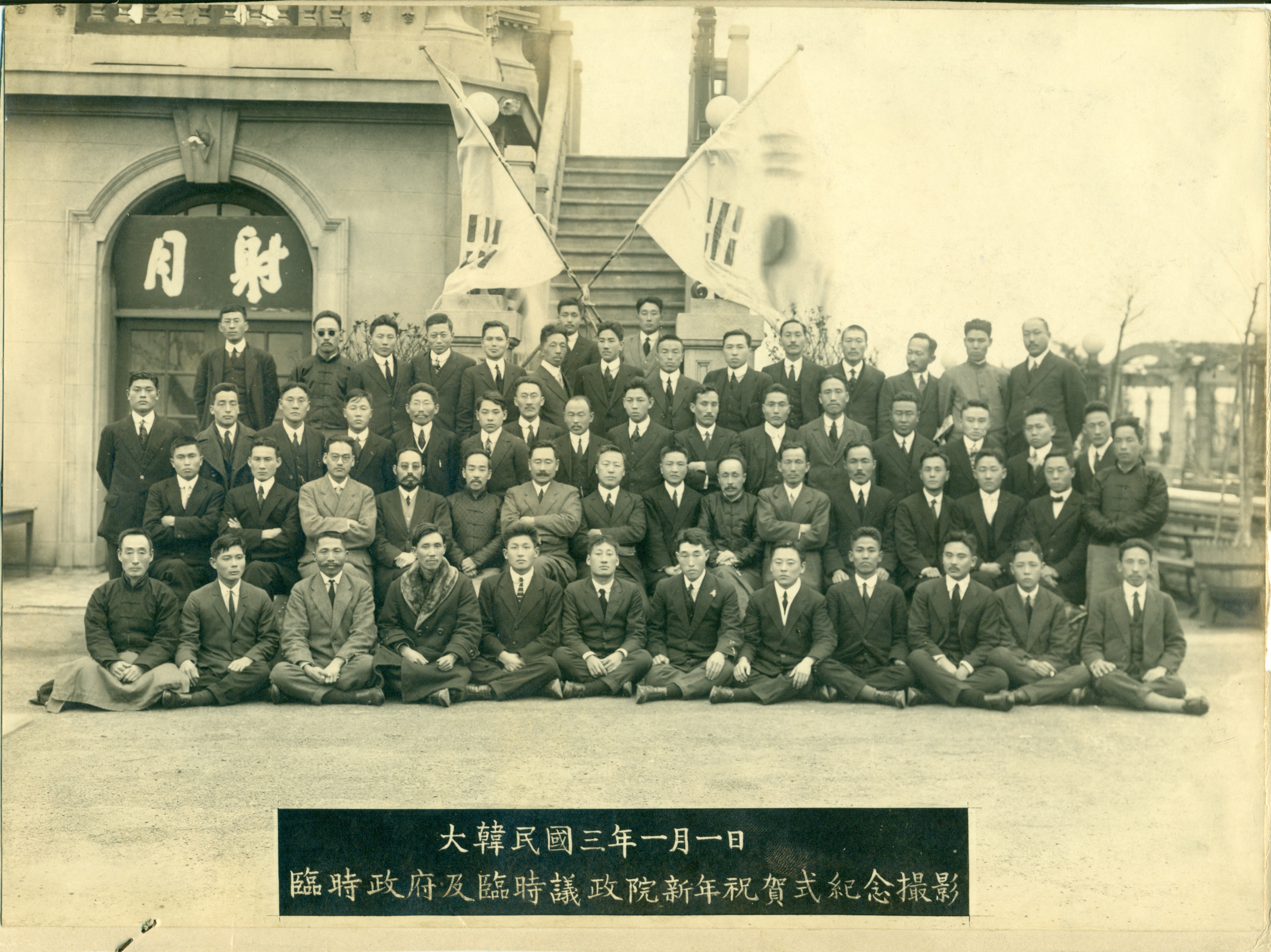
1921년 1월 1일, 상해 임시정부 신년하례회. 두 번째 줄 네 번째 안창호, 맨 앞줄에서 세 번째 김구, 두 번째 앞줄의 가운데에 있는 이가 이승만, 바로 옆의 이가 이동휘다.

1919년, 안창호는 상해 임시정부의 내무총장으로서 나랏일을 보았다. 이후 그를 대통령 대리로 선정하려 했으나 그는 애써 사양하였고 대신 1919년 6월 28일, 그는 내무총장 겸 국무총리 대리에 정식으로 취임하였다.
| “ | 나는 잠시라도 대통령 대리의 명목을 띠고는 몸이 떨려서 시무할 수가 없소. | ” |

1919년 9월, 국무총리로 취임하기 위해 상하이로 온 이동휘와 1920년 말에 온 이승만은 서로 강력히 대립하였다. 이동휘는 소련의 도움을 받아 사회주의를 채택해야 한다 했고, 이승만은 미국식 민주주의를 적용하자고 하여 갈등이 계속되었다. 안창호는 이 둘을 중재하고 화해를 주선하였다. 그러나 안창호의 적극적인 중재는 실패하여 먼저 이동휘가 임정을 떠나고 이승만도 미국으로 가버렸다.
1921년 2월, 춘원 이광수가 귀국할 뜻을 보이자 만류하였다. 그러나 이광수는 그의 만류를 듣지 않고 귀국한다.
이광수·허영숙군을 방문하다. 2인이 같이 본국으로 갈 뜻을 말하는지라 내 이르기를 지금 압록강을 건너는 것은 적에게 항서(降書)를 제납(提納)함이니 절대 불까요 군(君) 등 양 개인의 앞길에 대화(大禍)를 만드는 것이라 속단적으로 행치 말고 냉정한 태도로 양심의 지배를 받아 행하라 하다.

1921년 2월 13일자 안창호 일기

4월에는 날쌘 청년 남자들을 선발하여 일제강점기하 조선에 보내 정보를 수집해오게 했으나 4월말 모두 조선총독부에 체포되면서 실패한다. 한편 안창호는 임정 창조파와 개조파들을 설득하였지만 설득에 실패하고 만다. 1922년 7월에는 김구, 신익희, 조소앙, 이시영, 여운형 등 50여 명과 함께 시사책진회(時事策進會)를 조직하는데 참여하였다.

#### 국민대표자 대회 주관

국민대표회의 개조파 성명서

1921년, 임시정부가 자유주의를 주장하는 대통령 이승만과 공산주의와 소련의 보호를 주장하는 국무총리 이동휘의 독립운동 방략과 이념의 차이로 내분에 휩싸이자 안창호는 양자간 조절, 중재를 노력했다. 그러나 이승만은 이동휘를 공박했고, 이동휘는 레닌의 자금 사건이 터지자 임정 총리직을 사퇴했다. 그 뒤 대통령 이승만의 위임통치안을 두고 논란이 거듭되면서 이승만 대통령 면직, 탄핵 운동이 전개되었다.
여기에 박용만의 외교총장 취임거부와 함께 반 임정운동에 동참했다. 한편 베이징에서는 이승만이 수반으로 임명되면서부터 반(反) 임정운동 등으로 임시정부가 흔들리자 안창호는 대통령직을 수행할 수 있도록 이승만 중심으로 단결해 줄 것을 호소하였다.
그러나 임시정부를 두고 해체론자(창조파)와 임정 고수파가 나타나 계속 갈등하게 됐다. 처음에 임정 고수파의 입장에 섰다가 부분적인 내용만 개정, 재정비하자는 쪽으로 노선을 선회(임정 개조파)하게 되었다. 그러나 그의 개조론 주장에도 양측의 대립이 심화, 정국을 수습할 수 없자 1921년 5월에 노동국 총판직을 사임하고, 여운형과 함께 국민대표회의 개최에 참여하였다. 1923년 임시정부의 개조파와 창조파 대표자 124명이 참석한 가운데 임시정부의 존폐 여부를 논하는 국민대표회의가 개최되었으나 여기서도 창조파와 개조파의 의견차이가 좁혀지지 않아 5월 15일 국민대표회의는 63회 회의에서 결렬, 폐회되고 말았다. 이후 임시정부 내무부장 김구는 임정 개조파와 창조파를 상하이에서 추방, 해산을 명했으나 안창호에게는 불이익을 가하지 않았다.

#### 외곽단체 활동과 임정 복귀 실패

##### 한인교민 지원 활동과 국내 독립운동 지원조직 결성
국민대표자회의에 참여 중 그는 1922년 이광수, 주요한 등에게 연락 경성부에 수양동맹회(修養同盟會)와 평양에 동우구락부 (同友俱樂部)의 발족을 지시했다. 그는 단체의 기준과 회원 자격, 단체 이름까지 구체적으로 이광수와 주요한 등에게 지시하고 거사자금을 보내 설립에 착수하게 하였다. 한편 미국내 국민회에서는 이승만파와 안창호파, 박용만파간 분쟁이 격화되면서 하와이 국민회 지방총회가 해체되고 만다. 이후 이승만 계열은 대한인동지회를, 기타 일부는 하와이 대한인교민단 조직하였고, 안창호 계열만이 대한인국민회에 남아있게 되었다.
1923년에는 만주에서 이상촌 건립을 위해 노력하기도 하였으나, 일제의 만주 침략으로 물거품이 되었다. 그가 실력 양성과 인재 육성을 부르짖자 급진파는 당장 싸울 인력이 필요한데 무슨 말이냐며 반대하였으나, 안창호는 나라의 독립을 위해서는 우선 인재를 육성할 필요가 있다며 인재육성과 실력양성을 강조하였다. 그가 보기에 한국이 문명개화의 부강한 나라가 되는데 가장 필요한 것은 실력을 갖춘 인재를 키우는 것이었던 것이다.
상해의 공산주의자들이 안창호를 비판하다가도 하숙비가 떨어지면 그를 찾아왔다. 그런데 그들이 찾아오 안창호는 시계라도 풀어서 주었다. 구연흠(具然欽)같은 공산주의 운동가는 자기 딸의 취직을 그에게 부탁할 정도로 그를 존경했다.
국내와 미주의 많은 교포들이 애국금을 보낼 때 안창호에게 주로 보냈다. 이는 그가 상하이 임시정부에 입각했을 때나 사퇴했을 때 변함없었다. 인촌 김성수(金性洙)는 상하이에 오면 누구와도 만나지 않고 도산과만 만나서 군자금을 전달하였다. 안창호는 조선일보 사장이던 계초 방응모(方應謨)와도 절친했는데, 계초는 안창호를 조선일보의 고위직으로 모시려고 하기도 하였다.
안창호는 섹션 6 비자로 세차례 미국을 방문하였으며 시민권을 취득한 적이 없다. 안창호가 공산주의자라는 투서가 원인이 되어 1926년 미국은 안창호를 추방하였다.

##### 상하이 재방문과 국무령 낙마

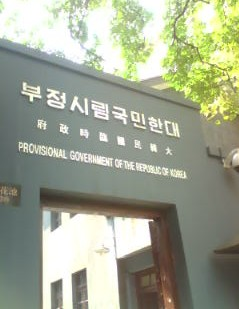
충칭 임시정부 청사.

안창호는 리버사이드에서 오렌지 따는 일을 계속 하다가 삼일운동으로 상하이에 임시정부가 설립되려하자 모은 성금을 가지고 상하이로 떠났다. 1924년 중국 남경에 동명학원을 설립하고, 북경에 ‘동포에게 고하는 글’ 작성하여 보냈다. 1925년 미국으로 잠시 돌아왔다가 1926년 다시 중국으로 떠났다. 1928년 민족유일당운동에 동참하여 이동녕, 이시영, 김구 등과 상하이에서 한국독립당을 결성하는데 참여하였고, 대공주의를 제창하였다.
1926년 5월 3일, 그가 상해로 도착하기 전에 대한민국 임시정부는 그를 국무령으로 선출해놓고 있었다. 그러나 5월 16일, 그가 상해로 돌아와서는 국무령직에 취임하지 않았다.
안창호가 국무령을 사퇴한 배경에는 임시정부 내 기호파의 반발이 극심했기 때문이다. 이승만 계열과 그를 지지하던 조소앙 외의 기호 계파 인사들은 그의 국무령 취임을 극렬 반발했다. 5월, 임시의정원에서 양기탁의 후임으로 안창호를 국무령에 선임하자, 기호파의 중심인 안공근, 김규식, 김구, 김보윤(金甫潤) 등은 서북파인 안창호가 국무령이 되는 것을 반대하였다. 김규식은 기호파는 아니었으나, 기호파와 함께 연대하여 안창호의 취임을 반대했다. 결국 안창호는 국무령에 선출된지 13일만에 사퇴하여 사태를 수습하였다.
7월 임시의정원의 집정 최창식(崔昌植)에 의해 국무령으로 추대된 홍진(洪震)이 내각을 구성했을 때에 기호파인 김구, 조소앙, 중가파의 안공근, 오영선 등이 입각을 반대하여 결국 안창호가 내각 구성을 도왔다 한다.

#### 민족 개조론과 이상촌 건설 추진

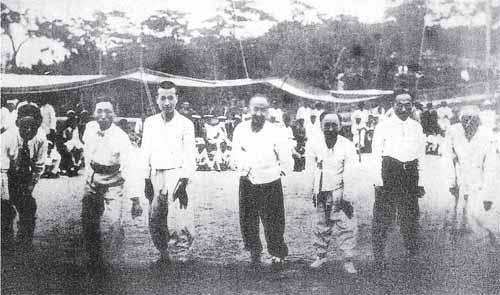
하와이를 방문한 이상재, 윤치호와 함께 달리기 경주. 네 번째 선 이가 안창호.

독립운동의 방략을 놓고 무장투쟁론, 외교독립론, 민족개조론으로 나뉘었을 때 안창호는 민족개조론을 주창하여 실력의 양성을 역설하였다. 그의 민족개조론은 뒤에 이광수, 안재홍, 김성수, 송진우, 조만식, 최남선 등에게 영향을 주었다. 이광수는 그를 찾아와 활동을 보조하기도 하였고, 흥사단과 수양동우회에도 가입하여 활약하였다.
1923년부터 국민대표회의가 결렬될 것을 예상, 그는 대독립당 (大獨立黨) 창당 운동과, 독립 운동 근거지 겸 자원 조달처, 한국인 이민자들의 정착촌 등 복합적 목적의 이상촌(理想村) 건설 계획을 세웠다. 1924년에는 경제적 자원을 마련하고자 북중국 화북 지역과 만주 방면을 답사, 시찰 여행하며 이상촌 후보지를 탐사하고 부동산 등에 토지를 물색했으나 적당한 곳을 찾지 못하고 되돌아왔다. 바로 남경에 동명학원 (東明學園)을 개설한다. 그 뒤 미국에 건너가 서재필, 이승만, 박용만, 정순만 등을 면담하고 재미 한인사회와 국제정세의 동향을 파악하고 1926년 다시 중국에 건너가 가을부터 만주 길림성 일대를 답사하며 이상촌 사업을 추진하였다. 그러나 적당한 장소도 찾지 못하고, 비용 마련도 어려워서 실패하고 만다.
1927년 길림성에서 군사 행동 단체의 통일과 대독립당의 결성을 토의중 권총과 칼, 장총 등 무기들의 반입을 수상하게 여긴 중국 경찰의 추적으로 동지 200 여명과 함께 중국 길림성 경찰에 체포, 길림성 경찰청 감옥에 감금되었다가, 중국내 사회 여론과 중국내 반일주의자들의 석방 탄원, 중국 국민당 정부의 연락 등으로 20일 만에 석방되었다. 바로 미국으로 출국했다가 배편으로 하와이를 거쳐서 다시 상하이로 되돌아왔다.
1928년 이동녕, 김구, 이시영, 조소앙 등과 상해에서 한국독립당을 창당하는데 참여하였다. 1930년 상하이에서 한국독립당을 재결성하는데 참여하였다가 1931년 만주사변으로 만주에서의 이상촌 계획을 단념하고 난징에서 토지를 매수하였다.

#### 대독립당 운동 추진과 실패
1926년 5월 말, 상하이로 간 안창호는 민족주의자, 사회주의자, 무정부주의자를 규합하는 유일정당 운동인 대독립당운동(大獨立黨運動)에 앞장섰다. 1924년경부터 국내외에 걸쳐 좌우합작론이 제기되었으나 곧 묻혔고, 산발적으로 논의되는 데 그치던 좌우합작 문제를 중국과 만주에서 본격적인 실천운동으로 끌어올린 사람이 안창호였다. 상하이에 도착 후 1개월간 민족파, 좌파, 아나키스트 인사들과 접촉한 그는 그 해 7월 8일, 140명의 각 파 지도자를 모아 '임시정부 문제와 우리의 혁명운동에 대하여'라는 강연을 시작으로 각 정파의 합작을 추진하였다. 그러나 각 파 간에 이견이 심하여 그의 대독립당운동은 좌절되고 만다.
안창호의 주도로 시작된 좌우합작 운동은 한동안 활발히 추진되었지만 결국 실패로 끝나버렸고 1928년, 중국의 독립운동가들은 민족주의자들의 한국독립당(韓國獨立黨)과 사회주의자들과 아나키스트들의 한국 독립운동자동맹(韓國獨立運動者同盟)으로 각각 결집하였다. 한국독립당 창당에 참여한 안창호와 그의 측근들은 기호파 임정 계열인 이동녕 등 민족주의 독립운동가 28명과 함께 한독당 창당 발기인으로 참가했다. 안창호는 조소앙 등과 함께 한국독립당 정당 강령 기초위원의 한 사람으로 참여하여 대공주의론(大公主義論)을 한국독립당의 강령에 추가하였다. 그러나 안창호의 권고에도 흥사단과 수양동우회에는 가입했지만 임정 참여를 거부하는 인사들이 존재하였다. 1932년, 그가 국내로 압송된 후엔 한국독립당 중 흥사단 계열과 서북 계열은 상당수 이탈하고 임정은 여러 갈래로 나뉘게 되었다.

#### 필리핀 이상촌 건설계획 좌절
1928년부터 그는 중국과 만주 밖에 이상촌을 건설할 계획을 세운다. 1929년 2월, 안창호는 일제가 목을 죄어 오던 상하이와 만주 지역을 벗어나 새로운 독립운동 거점 개척을 시도했다. 안창호는 만주의 한인들을 필리핀으로 대규모 이주시킬 계획을 세우고 필리핀 이민국에 찾아갔다. 중국과 만주의 마적단, 일본의 경찰과 밀정, 조선총독부의 경찰, 독립운동가를 사칭하는 강도단의 출몰에서 만주 동포들을 구제할 방안으로 그는 만주 이주민들의 필리핀 이주를 위해 마닐라 등지의 적당한 지점을 물색하는 등 2년간 노력하였다.
그런데 “일본 여권을 갖고 와야 하고, 1인당 50원의 지참금을 가져와야 한다”는 것이 필리핀 외무부 당국이 내건 조건이었다. 당시 50원은 쌀 5가마 값으로, 노동자 1명 월급이 쌀 한두 말에 불과했던 것을 감안할 때 너무 큰돈이었고, 일본 여권을 얻는 것은 더 어려웠다. 안창호는 이승만과 윤치호에게 도움을 청해 비용을 마련하였다. 그러나 일본의 여권을 얻는 것은 어려웠고, 그가 처음에 중국인이나 외국인으로 가장하지 않았으므로 다시 중국인이나 타국 사람이라고 말을 뒤집기도 어려웠다.
안창호는 케손(Quezon) 필리핀 국회 상원의장 등 필리핀 정계 유력인사들을 만나 사정을 설명하고 도움을 요청했지만 결국 거부당하고, 결국 좌절하고 만다. 하지만 필리핀에 '대한인국민회 필리핀지부'를 설립하는 등 부분적인 성과도 있었다.

#### 홍구공원 의거와 체포, 수감

도산 안창호의 말년. 순서대로 여운형, 고당 조만식. 여운형과 조만식은 안창호가 죽을 때까지 곁에서 보살펴 주었다.

1932년 4월 상하이 훙커우 공원에서 윤봉길 의거가 성사되자 김구는 임정 요인들에게 피신을 연락했지만 그는 연락을 받지 못했다. 4월 29일 동지 이유필의 딸 생일에 선물을 사준다던 약속을 지키러 이유필의 집에 도착하던 중, 윤봉길과 상해 홍구 폭탄 사건의 관련자로 지목되어, 일본 영사관 경찰과 합세한 불조계 프랑스 영사관 관헌에 체포되어 일본 영사관 경찰에 인도되었다. 일본경찰에 체포되어 상하이 영사관 감옥에 투옥되었다가 5월에는 배편으로 서울로 호송돼 4년형을 받고 서대문형무소에 수감되었다가 이감되어 대전형무소에서 복역하였다. 여기에서 그는 자신은 윤봉길 의거와 아무런 관련이 없음을 주장하였으나 석방되지 못하였다. 그가 체포되면서 안창호와 흥사단원을 중심으로 추진된 대독립당 추진 운동은 결국 무산되고 만다.
윤치호는 그가 사건에 관계되었을리 없다며 조선총독부 경무국을 찾아가 설득하였으나 거절당하였다. 안창호는 구속되었다가 재판을 받게 된다. 검찰의 심문과 재판을 받는 과정에서 그는 꼿꼿한 자세로 자신은 윤봉길 의거 사건과 무관함을 역설하였다. 허위 자백 요구에 그는 아는 사실이 없다며 "나는 밥을 먹어도, 잠을 자도 민족을 위해 먹고 잤으니, 앞으로도 민족을 위해 일하고자 함은 변함이 없다" 며 당당하였다. 뚜렷한 혐의점이나 관련성이 없었는데도 조선총독부 사법부 당국은 치안유지법 위반죄로 안창호에게 징역 4년형을 구형하였다.
《윤치호 일기》에 1933년 10월 4일자 내용에 따르면, 안창호는 “일본인들은 최근의 적이지만 기호파는 500년간의 적이기에 먼저 기호파를 박멸하고 독립해야 한다”고 말한 것으로 알려져 있다. 그러자 여운형, 신흥우 등도 독립지사들과 함께 윤치호를 찾아가 서북파의 음모를 분쇄하기 위한 기호파 비밀결사를 제안하였다고 한다. 윤치호는 이를 자신의 일기에 기록으로 남겼고, 윤치호는 안창호와 신흥우, 여운형 등을 비롯한 독립운동가들의 지역감정을 놓고, “지역감정 하나로만 봐도 한국은 일본으로부터 독립할 자격이 없다”고 비난했다. 이에 대해 안창호는 1932년 5월에 중국 상하이에서 일제 경찰에 체포되어 국내로 압송되었고 징역 4년형 선고받아 대전형무소에서 복역한 상태였기 때문에 안창호나 여운형 등이 윤치호에게 찾아가 그런 제안을 했다는 것에 대해서는 앞뒤 정황이 맞지않다는 반론도 있다. 그러나 안창호가 언제 그와 같은 발언을 했다는 것까지는 정확히 기록하지 않아 그 이전에 발언했을 가능성도 존재한다.

### 생애 후반

#### 옥중 생활과 고통

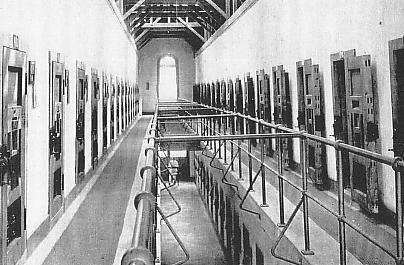
일제강점기의 서대문 형무소

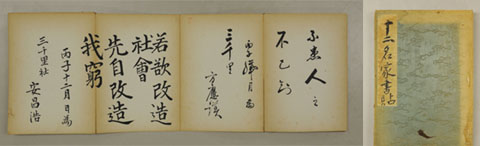
안창호, 방응모 공저 십이명가 서첩 (1936년)

일인 간수들에게서 "기다나이야츠!(더러운 자식)"라고 욕을 들을 만큼 온몸에 병이 든 것은 일제에 의한 대전 감옥 생활과 종로 유치장 생활 때문이었다. 대전 감옥 생활로 그의 숙환인 소화불량이 더욱 악화되었고, 폐와 간이 나빠졌다. 안창호의 임종시의 병명은 「간경화증 겸 만성기관지염 겸 위하수증」이었다.
그는 다른 사람과 얘기할 때 항상 담배를 입에 물고 있을 정도로 담배를 많이 피웠다. 비서 구익균이 그에게 '선생님은 왜 다른 건 다 실천하시면서 담배 끊는 것만은 못 하십니까'라고 항상 말해도 끝내 못 끊다가 나중에 감옥에 가서야 끊었다. 그러나 금단 현상 역시 옥중의 그를 심하게 괴롭혔다. 1935년 2월 질병의 악화로 병보석을 신청, 윤치호, 김성수, 이광수 등이 보석금을 지불하여 대전 감옥에서 2년 반 만에 가출옥하였다.
일제 경찰에 체포되고 국내로 압송된 이후 5년간 옥살이를 하였는데, 1935년 2월 대전 감옥에서 가출옥, 출소 후 열차편으로 전국 지역을 순회강연을 다니다가 평안남도 대동군 대보산 송태산장에 은거하였다. 이후 고향에 머무르면서 자신을 찾아오는 사람들을 가르치는 일을 하였다. 산장으로 찾아오는 많은 친구와 동지들과 더불어 토론하고 연설하면서 안창호는 평남선 강선역에서 북쪽으로 바라다보이는 달마산 아래에 그가 평생 꿈꾸어 왔던 이상촌을 건설할 계획을 세웠으나 수양동우회 사건과 연이은 병원 입원으로 실패하고 만다.

#### 수양동우회 사건

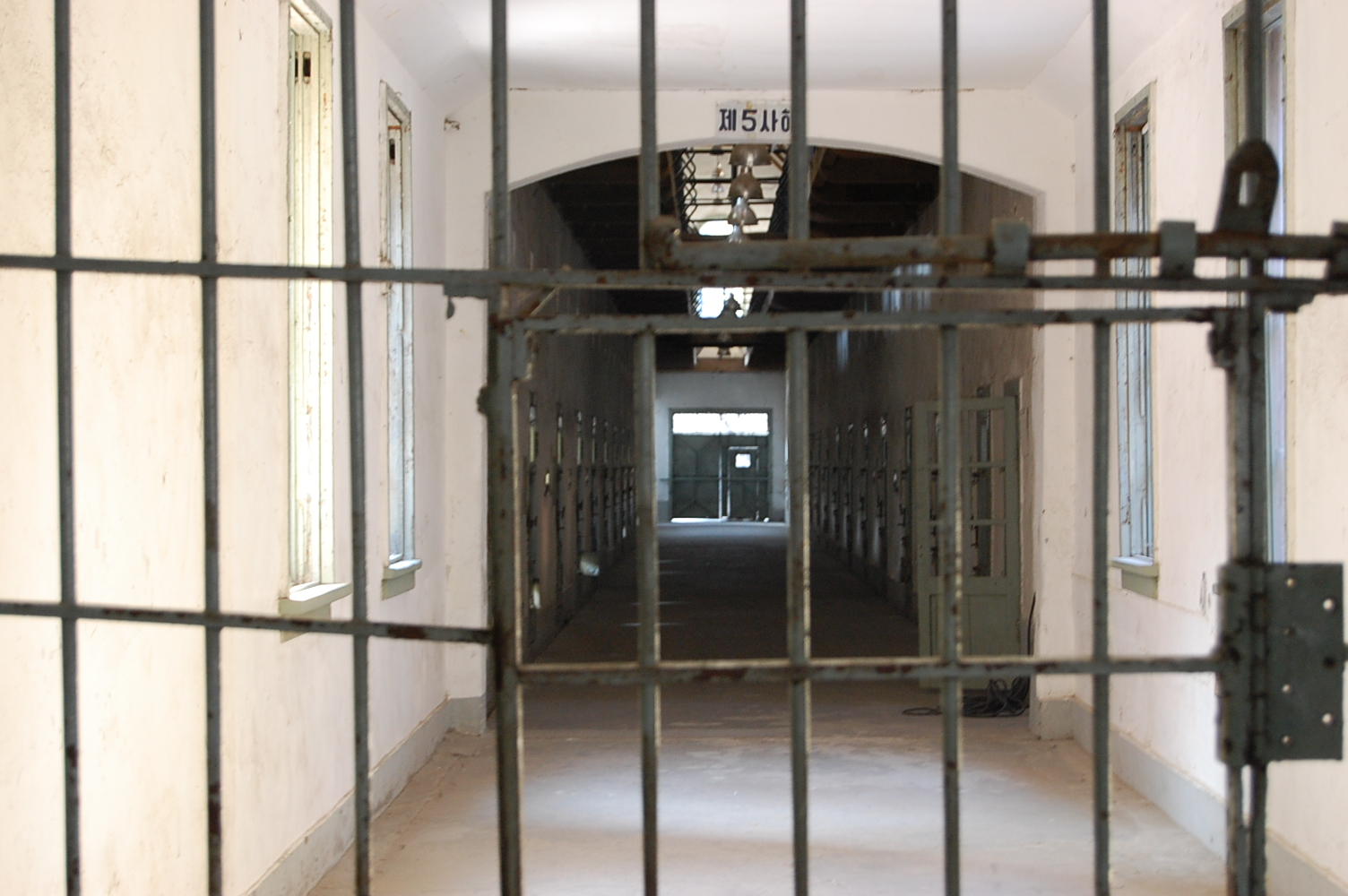
서대문 형무소 옥사 내부

1937년 6월 28일 동우회사건으로 체포되어 서대문형무소에 수감되었으며, 일경의 고문을 당하였다. 그의 친구인 윤치호와 안창호를 평소에 흠모하던 김성수는 그에게 영치금을 보내 주었고, 조선총독부에 보석금을 제출하여 석방, 구명 운동을 하였다. 1937년 11월 1일 다시 서대문 형무소에 수감되었으나 병세가 심하여 12월 보석을 신청하여 받아들여졌다. 12월 24일 신병으로 병보석 출감하여 경성제국대학(현 서울대학교) 부속병원에 입원하였다.
자신의 전 유산과 전 재산을 대성학교와 이상촌 건설을 위한 토지 매입 등에 헌신하고 평생 가난했던 그는 병원비를 제대로 댈 수 없었다. 윤치호와 김성수, 이광수 그리고 장리욱, 안병욱, 주요한 등이 그의 병원비를 댔다. 그러나 간장염과 고문 후유증으로 병세는 차도를 보이지 않았다. 병원 입원 중 냉방이었던 때가 있었는데 이때 병세가 악화되었다.

#### 최후
친구인 윤치호와 그를 스승처럼 따르던 이광수가 고급 한약을 보냈지만 여러 병의 합병증으로 고생하여 낫지 않았다. 그의 외조카 김순원과 조카딸 안성결, 그의 제자인 박정호 등 그의 입원 중 시중을 들었으며 나중에는 그의 독립운동 동지인 이갑의 딸 이정희가 거들면서 번갈아가면서 안창호의 시중을 들며 끝까지 지성껏 병간호를 했다. 윤치호와 이광수, 김성수 등은 병원비를 지불했고 수시로 그를 찾아 문안했다. 1938년 그는 혼수 상태에 빠졌는데, 이때까지도 그는 나라를 걱정하며 민족의 실력을 기르고 독립을 준비해야 함을 강조하였다.
목인아, 목인아 네가 우리 민족에게 큰 죄를 지었구나!

1938년 초 그는 병상에서 일본 천황 무쓰히토(睦仁, 메이지 천황)를 규탄하는 소리를 일갈하여 병원 관계자들을 놀라게 하였다. 병상에서 안창호는 선우씨의 손을 잡고 무슨 말을 하려 했으나, 입 안이 마르고 혀가 잘 돌지 않아서 말을 못하였다. 몸이 극도로 수척하여 얼굴을 알아보지 못할 정도였다. 수염은 희고, 머리의 반은 누렇고 반은 희어 황백색이었다. 물을 숟가락에 떠서 입술에 축여드리니 비로소 말을 하였다.
| “ | 너무 슬퍼하지 마오. 부인과 아이들 평안하오? 이렇게 어려운 곳을 오니 참 반갑소. 내 홑이불을 들고 내 다리와 몸을 보오. 이렇게 되곤 사는 법이 없소. 나는 본래 심장병이 있는 중 대전 감옥에서 위까지 상한 몸으로 이번 다시 종로서 유치장에서 삼복 염천 좁은 방에 10여 명이 가득 누웠으니, 내 몸은 견딜 수가 없었소. 의사의 말이 나는 지금 일곱 가지 병이 생겼다고 하오. 지금 이가 상하고 치아가 빠졌고, 폐간이 상하고, 복막염, 피부염 모두 성한 곳이 없소. 그 종로서가 나를 이렇게 만들었소. 나는 지금 아무것도 먹지 못하니, 전신에 뼈만 남고 피가 말랐소. 나를 일으켜 안아 주시오. | ” |

그가 만년에 경성의 한 사진관에서 찍은 사진을 보면 얼굴이 많이 부어 있는 상태였다. 1938년 3월 10일 0시 5분 안창호는 경성제국대학 부속병원(현재 서울대학교병원)에서 향년 59세를 일기로 간경화와 소화불량, 폐렴, 만성기관지염, 위장병 등의 합병증으로 사망하였다. 사망 당시 그는 자신이 총애하던 애제자 유상규의 묘소 근처에 묻어달라는 유언을 했다고 한다. 그의 장례식은 흥사단과 수양동지회 회원의 주도로 거행되었고, 윤치호, 이광수, 김성수, 여운형, 여운홍, 윤치영, 장택상 등이 참석하였다.

## 사후
- 안창호는 그의 유언에 따라 망우 역사 문화공원의 유상규 묘역 옆에 안장되었다. 그의 죽음이 알려지자 조선총독부는 헌병을 보내 만일의 소요사태를 막는다는 이유로 망우리 묘소 장지의 출입을 통제, 감시하였으며 안창호의 친족이 상복을 입는 것도 금지시켰다.
- 일제의 현상금으로 인해, 국내에 들어와 안창호의 장례식에 참석할 수 없었던 이승만은 안창호를 추도하는 한자로 된 만시(晩詩)[25]를 지어보내 비록 독립운동의 방향과 의견 차이로 인해 다투기도하고 서로 돕기도 하였던 지난 날을 생각하며 애도를 표했다.[26]

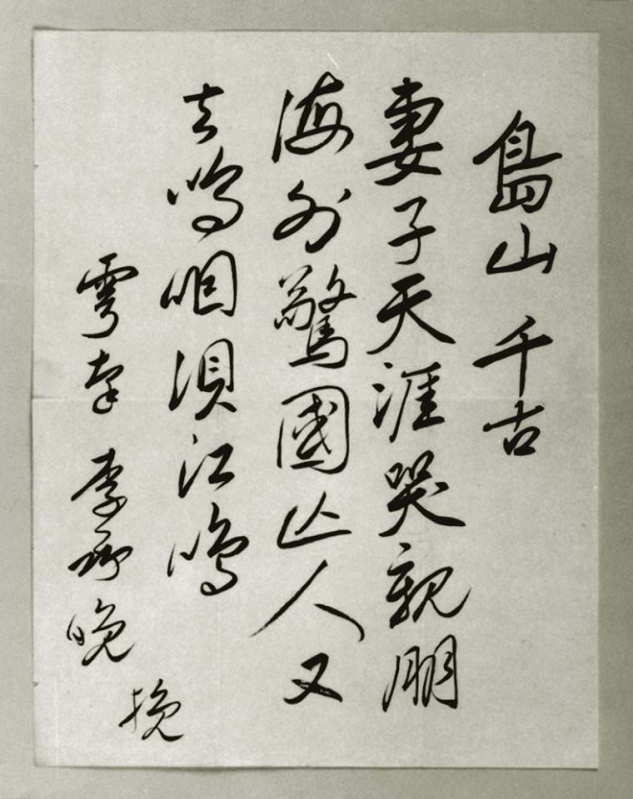
이승만의 한시(漢詩) '도산천고' 원본.

도산천고(島山千古)

妻子天涯哭 처자는 하늘가에서 울고
親朋海外驚 친한 벗은 바다 멀리서 놀랐네
國亡人又去 나라가 망하자 사람마저 떠나가니
嗚咽狽江嗚 대동강물도 목이 막힌 듯 울어대네.
- 그 뒤 윤치호와 이광수, 김성수 등에 의해 추도식이 계속 되었고, 해방 뒤에도 김구의 귀국 이후, 김구, 김성수, 이광수 등에 의해 추도식이 계속 이어졌다.
- 윤치호에 의하면 이광수, 현제명, 주요한 등은 안창호가 죽자 마자 등을 돌리고 조선총독부에 아첨했다는 내용을 자신의 일기에 남겼다.
- 제1공화국 기간 중에도 흥사단과, 그를 존경하던 김성수, 장택상, 그리고 한때 그의 수양동우회 회원이었던 조병옥 등에 의해 계속 추모 사업이 계속 이어졌다.
- 대한민국 정부는 그의 공훈을 기려 1962년 3월 건국훈장 대한민국장(1등급)을 추서하였다.
- 1973년 11월 10일, 안창호의 묘는 강남구 신사동의 도산공원으로 이장되었으며 원래 로스앤젤레스에 안장되어있던 그의 아내 이혜련의 유해를 옮겨와 함께 합장되었다. 망우 역사 문화공원에 있던 안창호의 묘[27]는 가묘로 보존되고 있다.
- 2000년대 이후 미국 로스앤젤레스에는 그의 이름을 딴 인터체인지(2002년)와 우체국(2004년)이 세워졌다.[28]

## 사상과 신념

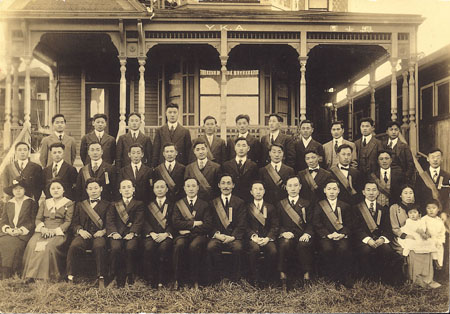
흥사단 연례 대회 (1916년, 샌프란시스코)
(첫줄 가운데가 안창호, 끝은 이혜련 여사와 필립, 필선)

### 4대 정신
무실, 역행, 충의, 용감

### 실력양성론
안창호는 1920년대 내내 독립운동의 진행을 가로막던 고질적인 사상분열을 극복하고 민족주의자와 공산주의자 간의 사상과 노선 갈등의 극한 대립을 융화 시키고자 그 어떤 주의와 노선으로도 분파할 수 없는 자기 희생의 '대공주의'(大公主義)라는 제3의 길을 제시하였다.
그는 스스로 힘을 키울수 있을 때만이 민족이 스스로 자립할 수 있다고 전망하고 실력양성론을 주장했다. 그의 실력 양성론에 이광수, 최남선, 김성수, 조병옥 등이 감화받았다.
안창호는 개인의 당리나 사익보다 사회 전반의 이익을 우선으로 하고 민주적 토론절차를 통해 형성된 공론을 중시하였으며, 이를 통해 민족평등, 정치평등, 경제평등, 교육평등의 사회민주주의 나라 수립을 지향하는 중도적 노선을 선호했었다.

### 거짓 망국론
안창호는 한국인들의 거짓, 사기, 부정이 나라를 망국으로 몰고갔다고 봤다. “아아, 거짓이여. 너는 내 나라를 죽인 원수로구나. 군부(君父)의 원수는 불공대천(不共戴天)이라 하였으니 내 평생에 다시는 거짓말을 아니 하리라.”,“네 가죽 속과 내 가죽 속에 있는 거짓을 버리고 참(誠)으로 채우자고 거듭거듭 맹세합시다.”라며 거짓과 거짓말이 나라를 망친 길이라고 보았다. 거짓이 만연한 것이 나라를 망친 것이라 진단한 그는 거짓이야 말로 나라를 죽인 원수로 규정하였다.
그는 "나라 일은 신성한 일이요. 신성한 일을 신성치 못한 재물이나 수단으로 하는 것은 옳지 아니하오."라며 공직을 통해 부당한 재물을 축재한 것 역시 나라가 망할 수 밖에 없는 원인으로 보았다.
그에 의하면 '거짓이 협잡을 낳고 협잡이 불신을 낳고 불신에서 모든 불행이 생긴다. 그러므로 우리나라를 망친 최대의 원인의 하나가 거짓이라고 그는 생각했다. 죽는 한이 있어도 거짓말을 말라. 심지어 농담으로라도 거짓말을 말자. 꿈에라도 거짓말을 했거든 깊이 뉘우쳐야 한다. 거짓이 우리를 망친 원수다'라는 것이다. 각 개인의 가슴 가운데 진실과 정직을 간직해야 하겠습니다라고 하였다. 이것이 그의 신념이었다.
그가 가장 미워한 것이 거짓이요, 그가 가장 사랑한 것이 진실이다. 그의 인격은 참의 인격이요, 그의 철학은 진실의 철학이다. 저마다 참되기를 힘쓰고 한국민족을 참된 민족으로 만들자는 것이 그의 숙원이었다. 그가 평양에 대성(大成) 학교를 세우고 청년 제자들을 교육할 때에도 ‘참(誠)’이 그의 교육 이념이었다.
| “ | 죽더라도 거짓이 없어라. | ” |

| “ | 농담으로라도 거짓을 말아라. 꿈에라도 성실(誠實)을 잃었거든 통회(痛悔)하라. | ” |

안창호는 학생들에게 성실과 진실을 요구했다. 그는 저마다 ‘참’의 공부를 하자, 온 국민이 진실한 인간이 되기를 힘쓰자, 그것이 곧 나라를 구하는 길이다라고 강조하였다. 그는 늘 이렇게 생각하고 실천하려 노력하였다.

### 대공주의
1927년 상하이에 있을 때 그는 대공주의(大公主義)를 역설하였다. 이는 이념, 계파, 파벌을 떠나 조국과 독립을 위해 헌신하자는 것이며, 공적인 것을 위해 개인과 사적인 것을 희생해야 된다는 것이었다. 그는 1919년 4월 대한민국 임시의정원이 설립되면서부터 그는 '여러분, 공과 사를 가르시오. 공과 사 중 한쪽을 굳이 희생해야 된다면 사를 희생해야 됩니다.'라고 역설했다. 대공주의를 발표하면서 그는 여기에 '개체는 전체를 위하여, 전체는 개체를 위하여'라는 구호를 추가하였다. 대공주의는 1920년대 중후반 독립운동가들간의 이념적 분열을 극복하기 위해, 당시 급속히 세력이 커진 사회주의자들과의 제휴 내지는 이들을 적극적으로 포용해 내려는 의도에서 이를 구체화하기에 이른다.
1919년 안창호는 독립운동기간에 서로 엄히 지킬 맹약으로서 공금을 횡령하지 못한다는 철칙을 세웠다. 공금을 사적으로 횡령하는 행위는 용서하거나 용납해서는 안 된다고 하였다1920년 1월 3일 상해에서 신년 축하회가 열렸을 때 5시간 동안 독립운동의 방략으로서 육대사업(6大事業)에 대한 설명을 할 때 그는 사사로운 이익을 취하는 일부 독립운동가들을 지탄하며, 임시정부의 직원들은 사사로운 감정과 사사로운 행동을 해서는 안 된다고 하였다.
| “ | 정부직원은 인민(人民)의 노복(奴僕)이지만, 결코 인민 각개의 노복이 아니요, 인민전체의 공복(公僕)이다. 그러므로 정부직원은 인민전체의 명령을 복종하려니와 개인의 명령을 따라 마당을 쓰는 노복은 아닐 것이요. 그러니까 정부의 직원으로서 사우(私友 )나 사복(私僕 )을 삼으려 하지 마시오. 그러지 말고 공복을 삼으시오. 나는 여러 사람이 국무원(國務院 )을 방문하고 사정(私情)을 논하려 사사(私事)를 택하는 일을 보았소. 이는 크게 불가한 일이니, 공사(公事)를 맡은 자와는 결코 한담(閑談)을 마시오. 이것이 심상한 일인듯 하지만은 기실 큰 일이요. 금일은 정부직원이 아들이라도 아들로 알지 말고 사우라도 사우로 알지 마시오. 사우(私友)를 위해서 공사(公事)를 해함은 큰 죄입니다. | ” |

1922년의 국민대표회(國民代表會) 석상에서 통일과 대동단결(大同團結)을 강조하고 다음과 같이 말했다.
| “ | 나는 이에 대해서 몇 가지로서 고하고자 합니다. 즉 첫째는 과거의 감정을 망각할 것, 둘째 피아(彼我)를 일시동인(一視同仁)할 것, 셋째는 일만 표준하여 공평정직(公平正直)할 것, 넷째는 흉금을 피력할 것, 다섯째 공결(公決)에 열복(悅服)할 것 등이외다. 제군이 어떠한 이론을 진술하고 어떠한 안을 제출하든지 각각 그 자신이나 친구나 당파의 이해(利害)를 표준하여 외공내사(外公內私 )하면, 구하는 원만(圓滿)은 이를 얻지 못할 뿐 아니라 도리어 패망(敗亡)에 이를지니 그러므로 각각 자가의 이해는 절대로 희생하고 오직 일만 하는 순결한 마음으로 회의석상에서 공평(公平)과 정직(正直)을 주장하면 설혹 이세(理勢)로서 싸움의 치열함이 어떠한 정도까지 도달할지라도 아무 위해(危害)가 없고 도리어 회의 전체는 원만하여지고 대표된 자의 책임을 다 하는 것이 될 것이외다. | ” |

또한 안창호는 '물방황'(勿彷徨)이란 주제의 강연에서 유명한 사기(史記)의 한 구절을 들어 '사투(私鬪, 사적인 싸움)에는 겁을 품고, 공전(公戰, 공적인 싸움)에 임해서는 용감하시오'라는 것이다. 1927년에 이르러 공을 위해 사를 희생해야 된다는 것을 주제로 한 대공주의라는 것을 구체화하여 발표하기에 이른다. 이는 서구의 개인주의나 자유주의에 대응하되 이념적이지 않은 이념이었다.
그는 민족주의자들이 추구하던 궁극적 목표인 독립국가의 건설이라는 틀 속에서 자유주의자와 아나키스트들의 주장인 어떤 것에도 억압되지 않는 자유의 가치를 수용하고, 사회주의자들과 공산주의자들의 주장인 평등의 가치 역시 적극 수용하였다. 대공주의의 바탕으로 그는 '안으로는 이를 정치,경제,사회,교육의 분야에서 평등사회를 실현하고, 개인과 개인간의 평등한 권리와 대우 보장'을, '밖으로는 민족과 국가간의 평등을 통한 평화적 세계질서 수립'을 그 존립의 근거로 제시하였다.

### 교육입국론
실력양성론의 방법의 하나로 그는 교육입국론을 주장하였다. 그는 교육이 곧 도탄과 식민통치에 빠진 한국을 독립시킬 수 있는 길이라고 확신하였다. 따라서 1899년 평양에 점진학교, 1908년 대성학교를 건립하였고, 그와 생각이 같던 이동휘, 윤치호, 양기탁 등이 그의 점진학교, 대성학교의 운영에 적극 협력, 동참한다. 1926년 중국 난징에는 동명학원을 설립하였다.
그의 교육입국론에도 감화된 김성수 등은 학교 신설과 경영난을 겪던 중앙학교, 보성전문학교 등을 인수하였고, 장덕수, 윤치호 등은 이화여전, 근화여학교 등의 재단 이사로 참여하며 이들 사립 학교 재단의 재정적 후견인 노릇을 하였다.

## 평가

### 긍정적 평가
안창호는 '민족의 선각자', '독립운동의 위대한 지도자'라는 등 높은 평가를 받는 반면, '개량주의자', '조선독립불가론자', '자치론자' 등 독립운동계에 파벌을 조장하고 민족개량주의를 양성한 인물이라는 비판적인 시각도 있다. 실제 이광수, 최남선, 윤치호 등 그의 노선을 추종했던 인물들은  1930년대 중반 이후 노골적인 친일행각을 벌였다. 그러나 안창호 자신은 언제나 중립적 입장에서 평행선을 유지하려 했었고, 파벌을 조장하는 것을 극히 원하지 않았었다. 그는 한국 근대사상 경제, 정치, 언론, 문화 각 방면에서 뚜렷한 족적을 남겼으며 인재양성과 재정 확보 등을 통해 독립운동의 토대를 마련했을 뿐만 아니라 독립운동이 장벽에 부딪혀 위기에 처했을 때마다 돌파구를 마련하고 정국을 전환하여 독립운동에 활기를 불어넣는 역할을 하였다.
당대의 시각에서 "도산은 겸허한 사람이었다. 그는 겸손한 마음으로 일생을 살았다. 오만불손한 마음과 유아독존의 영웅주의적 태도는 도산에게서는 추호도 찾아볼 수가 없었다. 그는 두뇌와 언변과 통솔력과 용기와 덕성이 뛰어난 인격자였지만 절대 자만하거나 뽐내는 일이 없었다. 그는 앞에 나서서 떠드는 사람이 아니고 뒤에 서서 묵묵히 자기 직분을 다하는 분이었다. 그는 스스로 높이는 자가 아니고 스스로 낮추는 자였다."라는 평가도 있다.
안창호의 비서를 지낸 구익균은 참 온화하고, 화도 잘 안 내시고, 거짓말을 할 줄 모르는 분이라고 평하였다.
독립운동가 겸 정치인 장택상은 그를 대통령이 될 자질을 갖춘 인물이라고 평가했다. 그에 의하면 영국으로 가는 도중, 베를린에 있는 한국인을 만나 여관에 함께 묵을 동안 안창호를 만났다. 장택상은 그의 인상 중에서도 웅변술을 잊을 수가 없었다고 평가했다.
| “ | 도산은 어떠한 문제든지, 그리고 누구에게든지 자기의 의견을 쉽게 납득시키는 장점을 지니고 있었다. 한 번은 나이가 한참 어린 나를 데리고 얘기를 하다가 의견이 달라지게 되자, 그 날 밤중에 다시 찾아와서 의중의 말을 들려주며 어떻게 해서든지 꼭 상대방으로 하여금 납득할 수 있을 때까지 포기하는 법이 없었다. 그래서 나는 그때 어린 생각에도 이분이야말로 우리나라가 해방이 되면 반드시 대통령이 될 분이라는 생각을 품게 되었다. | ” |

이명박은 4대강 살리기 사업 강행에 안창호가 주장한 '강산개조론'이 사상적 근거를 제공하였다고 주장하였다.

### 부정적 평가
안창호의 소위 실력 양성론은 적극적 독립 투쟁을 회피하는 것이라는 비판이 있다. 원래 문서에서는 자녀들에게 우리말을 가르치지 않았다고 쓰여 있었으나 청포도출판서의 안창호 평전을 보면, 장남 필립에게 한자와 한글을 가르치고 익히도록 하였다고 기록되어 있다. 좌파 지식인 박노자 교수는 그를 근대 친미적 부르주아·지식인의 수장으로 부정적으로 평가하였다. 또한 '민족개량주의자, 친미주의자'라는 비판적인 시각도 있다.
안병욱 교수는 도산의 사상을 '힘의 철학'이라고 명명하였다. 한편 이런 힘의 철학을 사회진화론을 바탕으로 하는 약육강식의 제국주의 논리와 결부시켜, 그의 점진주의 혹은 준비론은 결과적으로 강자의 침략을 정당화하고 국권상실의 책임을 안으로 돌림으로서 외부의 적에 대한 대항의지를 약화시키고, 궁극적으로 독립의지를 무력화하여 일제의 식민지 정책에 동조하게 할 우려가 있다고 비판하였다. 또한 그의 점진적 독립운동 방법론은 근본적 변화를 무시하고 착취와 수탈의 기본적 식민지 구조 안에서 제한된 개선만을 시도할 뿐이며 결국 현실도피적인 이상촌으로 빠질 수밖에 없다는 비판도 있다.

## 저서
- 《안창호 일기》
- 《도산 안창호 서한집 : 영원한 청년 안창호의 러브레터》

## 관련 서적
이광수, 《도산 안창호》 (대성문화사, 1959)

홍우출판사, 《정계야화 (전2권)》 (홍우출판사, 1966)

장병혜 편, 《상록의 자유혼》 (창랑장택상기념사업회, 1973)

조병옥, 《나의 회고록》 (해동, 1986)

주요한, 《도산 안창호전 (한마당문고 72)》 (세명문화사, 1990)

장택상, 《대한민국 건국과 나》 (창랑장택상기념사업회, 1993)

안병욱 외, 《안창호 평전》 (청포도, 2004)

김구, 《백범일지》 (돌베개, 2006)

정병준, 《우남 이승만 연구》 (역사비평사, 2006)

안창호, 《그대 가슴 속에 살아있고 싶다 : 영원한 청년 안창호의 러브레터》 (샘터사, 2007)

안창호, 《나의 사랑하는 젊은이들에게 : 도산 안창호》 (지성문화사, 2011)

윤병욱, 《도산의 향기 백 년이 지나도 그대로》 (기파랑, 2012)

## 약력
- 1878년 11월 9일 평안남도 강서군 초리면 도롱섬에서 통덕랑 안태열의 손자이자, 농부 안흥국의 셋째 아들로 태어났다. 1900년 둘째 형의 요절로 사실상 2형제가 되었다.
- 1890년 평안남도 대동군 남부산면 노남리로 이주
- 1890년 서당에서 교육을 받다가 김현진의 문하에서 성리학을 수학하였다.
- 1895년 밀러학당 초등부에 입학하고, 장로교회에 출석하였다.
- 1897년 밀러학당 초등부 졸업
- 1897년 독립협회에 가입하고, 만민공동회에도 가입하다.
- 1898년 독립협회 관서지부와 만민공동회 관서지부의 창립 발기를 주도하고, 소년 연사로서 명성을 알리다.
- 1898년 독립협회 관서지부 지부장, 만민공동회 관서지부 지부장이 되어 평안도지역의 독립협회, 만민공동회 지부를 관리하다.
- 1898년 평양 쾌재정에서 연설로 명성을 얻다.
- 1899년 독립협회, 만민공동회가 정부의 탄압을 받자 평안남도 강서군 고향에 점진학교를 설립하고, 황무지 개간사업을 함께 추진하다.
- 1902년 1월 이혜련과 결혼, 1차 도미
- 1903년 미국 샌프란시스코에서 상항친목회(桑港親睦會)를 조직, 회장에 피선
- 1905년 을사 보호 조약 체결 후, 서재필, 윤치호 등과 함께 을사 보호 조약 반대 운동을 벌였다.
- 1905년 공립협회 창립에 참여하고, 초대 회장에 피선되었다. 동시에 공립신보를 발간, 발행인을 맡아보았다.
- 1907년 동경을 거쳐 국내로 귀국
- 1907년 유길준, 윤치호, 이승훈, 김구 등을 모아 비밀결사 신민회를 조직하였다.
- 1908년 평양 대성학교를 설립하고, 윤치호를 교장대리로 임명한 뒤 마산동 자기회사, 태극서관 등을 설립하여 도자기 회사 운영과 서적 인쇄, 판매를 맡아보았다.
- 1909년 윤치호 등과 함께 청년학우회를 결성하였다.
- 1909년 안중근 의사의 이토 히로부미 암살 직후, 그는 배후 혐의로 체포되었으나 혐의불충분으로 2개월만에 석방되었다.
- 1910년 국외 망명, 중국 청도에서 독립운동가 회의 개최
- 1910년 대한인국민회가 미국에서 결성됨.
- 1911년 대한인국민회 중앙총회 설립. 제1대 회장 최정익. 부회장 한재명. BUT 중앙총회는 분과와 임원을 완비한 완전한 조직구성을 완료하지 못했다.
- 1911년 일시 귀국했다가 다시 출국, 재러한인사회 및 북만주 봉밀산 일대를 돌아본 뒤 미국으로 건너갔다.
- 1912년 대한인국민회 중앙총회 조직, 제2대 회장 윤병구. 중앙총회 조직구성 완료. 안창호는 중앙총회장에 출마했으나 낙선.
- 1913년 흥사단을 부활시켰다.
- 1915년 대한인국민회 중앙총회 제3대 회장 안창호.
- 1917년 멕시코와 쿠바의 한인사회를 방문하고 샌프란시스코로 갔다.
- 1918년 하와이로 건너가 박용만, 이승만 등을 만난 뒤 하와이 한인사회를 순방하다.
- 1919년 3·1 만세 운동 직후 서재필, 이승만과 독립운동 방법을 논의하다.
- 1919년 3·1 독립 선언 찬동 포고문 발표
- 1919년 4월 미국 체류 상태에서 상하이 대한민국 임시의정원 의원에 피선되다.
- 1919년 4월 상하이 대한민국 임시정부 내무총장 및 국무총리 서리에 선임되었다.
- 1919년 5월 상하이로 건너가 정식 취임하고, 연통제·교통국을 설치하다.
- 1919년 이광수, 주요한 등과 함께 임정 기관지 독립신문을 발간하고 편집책임자가 되었다.
- 1919년 9월 통합임시정부 노동국총판에 임명되다.
- 1920년 흥사단 원동임시위원부 조직에 참여하였다.
- 1921년 상하이에서 국민대표회의가 조직되자, 그는 처음에 참여를 주저하다가 임정 개조론을 주장하여 개조파의 지도자가 되었다.
- 1921년 임정의 내분에 실망한 이광수, 허영숙 등의 귀국을 만류했으나 그들은 귀국을 단행하였다. 대신 안창호는 이광수에게 국내에 있던 측근들과 함께 흥사단의 국내 조직인 수양동맹회와 동우구락부(후에 수양동우회로 통합)의 조직 책임을 맡겨 국내로 보냈다.
- 1922년 김구, 이유필, 신익희 등과 함께 한국노병회 창립에 참여하다.
- 1923년 국민대표자회의를 상하이에서 개최하고 안창호는 부의장이 되었다.
- 1923년 상하이 임시정부 내무부장 김구의 국민대표회의 불법화로 강제 해산되었다. 그는 대독립당 결성을 주장하여 민족파, 공산당, 아나키스트의 연대를 주도하는 한편 이상촌 건설계획을 수립하고 토지 매입을 추진하다.
- 1924년 중국 화북과 만주지역을 답사하였다.
- 1924년 난징에 동명학원 설립
- 1925년 미주 동포사회 순방, 대동단결과 통일 역설
- 1926년 이광수, 김동원, 주요한 등에게 국내 흥사단 조직인 수양동맹회와 동우구락부를 통합하도록 지시하여 수양동우회로 통합시켰다. 이어 월간지 동광의 창간에 참여하고 운영은 이광수에게 맡겼다. 칼럼과 논설을 기고하였다.
- 1926년 중국으로 돌아와 만주 길림성과 간도 일대를 답사하며 토지를 매입, 이상촌 건설을 추진했으나 실패하고 토지는 도로 매각하였다.
- 1927년 길림성에서 '군사행동단체의 통일과 대독립당의 결성'에 대한 민중 연설 중 중국 경찰에 체포되었다가 20여 일만에 석방되었다.
- 1928년 상하이에서 김구, 이동녕 일파, 조소앙 일파, 이청천 등과 함께 한국독립당 결성에 참여하다. 그는 한국독립당 당 강령의 초안을 작성하고 대공주의를 선언하였다.
- 1928년 필리핀에 이상촌을 건설하고 망명 요청을 했지만 일본 여권을 가져오고 1인당 50달러를 가져오라며 거절당하다. 필리핀 상원 의장 마누엘 L. 케손 등을 직접 찾아가 호소하였으나 거절당하고 상하이로 되돌아왔다.
- 1932년 4월 윤봉길 의사의 홍구공원 폭탄투척 무렵, 지인의 자녀에게 장난감을 사 준다는 약속을 지키러 갔다가 잠복한 상하이 일본영사관 경찰에 체포되다.
- 1932년 국내로 압송, 경성복심법원에서 징역 4년형을 받고 서대문형무소와 대전형무소에서 복역
- 1935년 간경화와 폐렴 등 지병으로 보석 신청을 냈으나 거절당하다. 윤치호, 김성수 등이 보석금을 지급하고 이광수 등이 탄원서를 쓰다.
- 1935년 병보석이 받아들여져 대전형무소에서 가출옥하였다.
- 1935년 지방순회 강연 후 평남 대보산 송태산장에 은거
- 1937년 수양동우회사건으로 이광수, 주요한 등과 함께 피체, 서대문형무소 수감되었다.
- 1937년 간질환과 폐질환이 심해져 옥중에서 경성제국대학병원으로 이송, 통원 치료를 받았다.
- 1937년 보석 신청이 받아들여져, 지병인 간경화와 폐렴 등으로 보석 출감하였다.
- 1937년 병세가 위독하여 경성제국대학병원으로 입원
- 1938년 3월 10일 경성제국대학병원에서 간경화, 간장염, 폐질환 등의 합병증으로 사망하였다. 향년 59세
- 1938년 망우리 공동묘지에 안장
- 1962년 3월 1일 건국공로훈장 중장(후에 대한민국장으로 변경)이 추서되었다.
- 1973년 정부의 지시로 서울 강남구 도산공원으로 묘소를 이장하고, 부인 이혜련 여사의 유해와 합장되었으며 성역화가 시작되었다.

## 취미
그는 매일 밤 10시에 취침하고 아침 여섯 시면 일어나서 식사를 하고 태극권이나 검술 운동을 하였다. 그 밖에 취미로는 꽃 가꾸는 일 뿐이었는데, 무더운 여름에 온몸이 땀에 젖도록 꽃에 물을 주었다.

## 기타
청년층과의 대화, 담론을 좋아했던 그는 청년들의 집에 직접 찾아가기까지 했는데, 그는 조병옥, 장택상, 허정, 윤치영 등을 비롯한 재미 유학생들을 직접 찾아다녔다. 재미 한인사회의 주도권을 놓고 서재필, 박용만, 이승만 등과 경쟁하는 측면도 있었지만 그는 청년들을 직접 찾아다니며 대화와 담론하기를 즐겼다.
가난한 한인 고학생들이 찾아오면 찾아가서 밥부터 사 먹이고, 차비와 숙박비도 지불해주었고, 학생들의 학비까지 직접 건네주기도 했다.
장택상은 그를 대통령감이라 봤고, 조병옥과 이광수, 주요한 등은 그의 감화를 받아 국민회와 흥사단, 수양동우회를 이끌만큼 적극적으로 활동했다. 그의 영입 요청을 거절한 것은 허정 등 소수였다. 허정은 이후 이승만 계열에서 활동하면서도 이승만계와 안창호계의 반목과 분열을 조절하기 위해 대화를 주장했고, 서재필을 찾아가 양자간의 중재를 요청하는 등의 노력을 했다.
동지이자 라이벌이었던 서재필, 박용만 이승만 등과 서신을 주고 받았고, 이광수, 김성수 등과도 수시로 연락하였다. 국내에 있던 윤치호와도 연락을 주고 받았다.

### 이성 관계
경성부의 구세학당에 다닐 당시 안창호는 경성부의 신여성 중에 이상형이 있었다. 그러나 고향에 있던 그의 할아버지 안태열은 그의 동의 없이 자신의 친구 이석관의 딸 이혜련과 중매결혼을 추진하였다. 1896년 동의 없이 일방적인 약혼이 되었음을 알고 할아버지에게 파혼을 주장했으나, 관철되지 않았다. 결국 그는 파혼하지 못하고 6년 뒤 이혜련과 결혼하였다. 이후 독립운동과 교민활동을 하느라 아내와 떨어져 지냈으나, 한번도 바람피우거나 사창가에 출입하지 않았다. 오히려 사창가에 데려가겠다는 교포들과 친구들의 제의와 농담을 모두 거절하였다. 사회운동을 하느라 바쁜 남편에게 불평불만을 드러내지 않고, 평생을 함께 한 이혜련 여사에 대한 의리를 지킨 것이다.
안창호의 비서실장을 지낸 구익균의 증언에 의하면 '도산은 늘 양복과 넥타이, 중절모를 깨끗하게 차려 입는 멋쟁이였습니다. 청년, 장년 시절의 안창호는 수려한 외모에 옷을 잘 입었습니다. 많은 여성들이 안창호를 연모하여, 그가 아내와 멀리 떨어져 있음과 홀아비로 생활한다는 것을 알고 그를 유혹하였지만 모두 거절했습니다. 어느 날엔 최모라는 신여성이 침실로 몰래 들어와서 도산이 자고 있던 침대에 누웠어요. 그러자 도산은 조용히 '불을 켜라'고 말한 뒤에 '이렇게 나에 대한 열정이 있다면 그것을 독립운동으로 돌려라'고 하고는 돌려보냈습니다' 한다.

### 음주와 흡연
안창호는 술을 잘 마시지 못했다. 술은 1~2잔 마시고 나면 얼굴이 빨갛게 돼서 많이 하지 못하였다. 만년에는 건강이 악화되어 술을 입에도 대지 못했다. 그러나 그는 담배는 잘 피웠다.
그는 '다른 사람과 얘기할 때 항상 입에 담배를 물고 있을 정도로 담배를 많이 피웠는데, 내가 '선생님은 왜 다른 건 다 실천하시면서 담배 끊는 것만은 못 하십니까'라고 항상 말해도 끝내 못끊다가 나중에 감옥에 가서야 끊었다.' 석방된 뒤에는 여러 사람들이 잔칫상을 열어 줘서 과식을 한 탓에 위장병에 걸려 트림을 많이 했다 한다.

### 안창호와 기독교

#### 기독교 신앙의 형태
안창호는 국내에서 선교사들과의 관계가 원만치 못하였는데, 선교사들이 내세를 강조한 것과는 달리 그는 민족의 현실을 먼저 생각하는 신앙을 가지고 있었기 때문이었다. 1907년 전개된 평양 대부흥운동에 대해서도 매우 비판적이었고 다음과 같이 한탄하였다.
| “ | 교인들이 예배당에 모여 죄를 자복한다 하여 울부짖고 땅에 구는 것을 보고 저 어리석은 백성을 어떻게 깨우칠꼬 | ” |

그는 일제의 식민지화를 눈앞에 두고 있는 실정에서 정교분리를 내세우며 내세만을 강조하는 경건주의·복음주의의 선교사들과 대립하지 않을 수 없었던 것이다. 물론 안창호 역시 선교사들의 공로에 인색한 것은 아니었지만, 그들의 사회에 끼친 우민화에 대해서는 잘못을 지적한 바 있다.
선교사들과 불화를 빚고 있던 안창호의 신앙은 한국 기독교의 일반적인 신앙 형태와는 상이한 모습으로 보일 수밖에 없었다. 우선 그는 조사나 장로 등 교회의 직분을 맡은 적이 없었다. 또한 흔히 교인들의 의무로 인식되었던 정기적인 교회 출석도 하지 않았다. 1920년, 그는 전체 일요일의 1/3만을 교회에 출석하였다. 한국 기독교가 술과 담배의 금지를 교인의 의무로 인식하고 있던 상황에서 그는 이를 지키지 않았던 것이다. 이처럼 한국적으로 모범적이지 못한 교인이던 안창호는 스스로도 강연에서, "내가 일찍이 … 교인다운 생활의 경력이 없습니다" 라고 밝히고 있었다.
장로교 교인이었던 그는 호러스 그렌트 언더우드가 설립한 한국 최초의 장로교 교회인 새문안교회에 출석하며 신앙생활을 하였다.

### 유길준 숭모 사업
그는 유길준을 애국자이자 이상적인 정치 지도자로 규정했다. 이후 유길준은 선각자, 계몽의 선구자로 기려져 왔다.
노르웨이 오슬로 대학교수 박노자에 의하면, 유길준에 대한 ‘선양’ 작업을 시작한 것은, 그를 ‘조선 민족의 모범적인 지도자’로 섬기고 그의 흥사단(1907년 설립) 이름까지도 본떠 사용한 근대 친미적 부르주아·지식인의 수장 안창호였다 며 부정적으로 평하였다. <윤치호 일기>와 같은 사료에서 갑오 내각의 주요 인물이었던 유길준은 명성황후 시해의 관련성이 뚜렷하게 보이는 등 그의 행적이 결코 ‘모범적’이지만 않았음에도, 오늘날의 교과서에서는 그의 모습을 ‘근대화의 선구자’, ‘국민 계몽의 주역’ 등 긍정 일변도로 서술하고 있다고 부정적인 평가를 내리기도 했다.

### 안중근의친척
꽤 알려진 사실이지만 그는 이토 히로부미를 암살한 안중근의사의 친척이다.

## 가족 관계
- 할아버지: 안태열(安泰烈, 1815년 - 1883년)
- 아버지 : 안흥국(安興國, 1851년 - 1890년)
- 어머니 : 제안 황씨(齊安黃氏, 1846년 - ?)
  - 형님: 안치호(安致浩, 1871년 - ?)
  - 형수: 죽산 박씨 박치선(竹山朴氏, ? - ?)
    - 조카: 안맥결(安麥結, 1901년 - 1977년, 경찰관·서울여자경찰서장 역임)
    - 조카사위: 김봉성(1900년 - 1943년)
      - 조카손자: 김대영
      - 조카손자: 김선영
      - 조카손녀: 김자영(1934년 - 1943년)

    - 조카: 안성결(安聖結, 1911년 - 2006년 , 교육자·도산중학교장 역임)

  - 형님: 안○호(安○浩, 1872년~1877년 ~ 1900년)
  - 여동생: 안신호(安信浩, 1884년 11월 - 1963년 2월 6일, 교육자, 사상가 겸 정치인, 조선민주주의인민공화국에서 정치인으로 활동했다.)
  - 매부: 김성택(金聖澤)
    - 외조카: 김선덕
    - 외조카: 김순원

  - 아내: 이혜련(李惠鍊, Helen Lee(헬렌 리), 1884년 - 1969년 4월 21일) 이석관(李錫寶)의 딸
    - 첫째 아들: 안필립(安必立, 영어 이름: 필립 안 Philip Ahn, 1905년 3월 29일 - 1978년 2월 28일)
    - 둘째 아들: 안필선(安必鮮, 영어 이름: 필슨 안 Philson Ahn, 1912년 - 2001년)
    - 둘째 며느리:루시 안(Lucy Ahn)
      - 손자: 웨슬리 안
      - 손자: 로버트 안

    - 첫째 딸: 안수산(安繡山, Susan Ahn Cuddy, 1915년 1월 16일 - 2015년 6월 24일)
      - 외손자: 필립 안 커디(Philip Ahn Cuddy, 1955년 - )

    - 둘째 딸: 안수라(安秀羅, Soorah Ahn, 1917년 - 2016년 6월 18일 )
    - 셋째 아들: 안필영(영어 이름: 랄프 안 Ralph Ahn, 1926년 - 2022년 2월 26일)

## 전기
- 좌파 성향의 신학잡지인 《복음과 상황》에 안창호 이야기가 실린 적이 있다.
- 계몽사 어린이 그림 위인 전기에 도산 안창호 전기가 있다. 이우범 화백이 그림을 맡았다.

## 안창호를 연기한 배우

### 영화
- 박암 - 1967년 영화 《춘원 이광수 (1967년 영화)》
- 전창근 - 1969년 영화 《춘원 이광수 (1969년 영화)》

### 드라마
- 민지환 - 1979년 드라마《대한국인》
- 한인수 - 1982년 드라마《한》
- 이순재 - 1985년 드라마《오성장군 김홍일》
- 박정민 - 2018년 드라마 《미스터 션샤인》

## 같이 보기
- 흥사단
- 수양동우회
- 대한인국민회
- 대한민국임시정부
- 대한민국 임시의정원
- 쾌재정
- 만민공동회
- 독립협회
- 실력양성론
- 수양동우회 사건
- 청구구락부 사건
- 독립유공자로 대한민국장을 수여받은 사람